# Lista de canções gravadas por Anitta

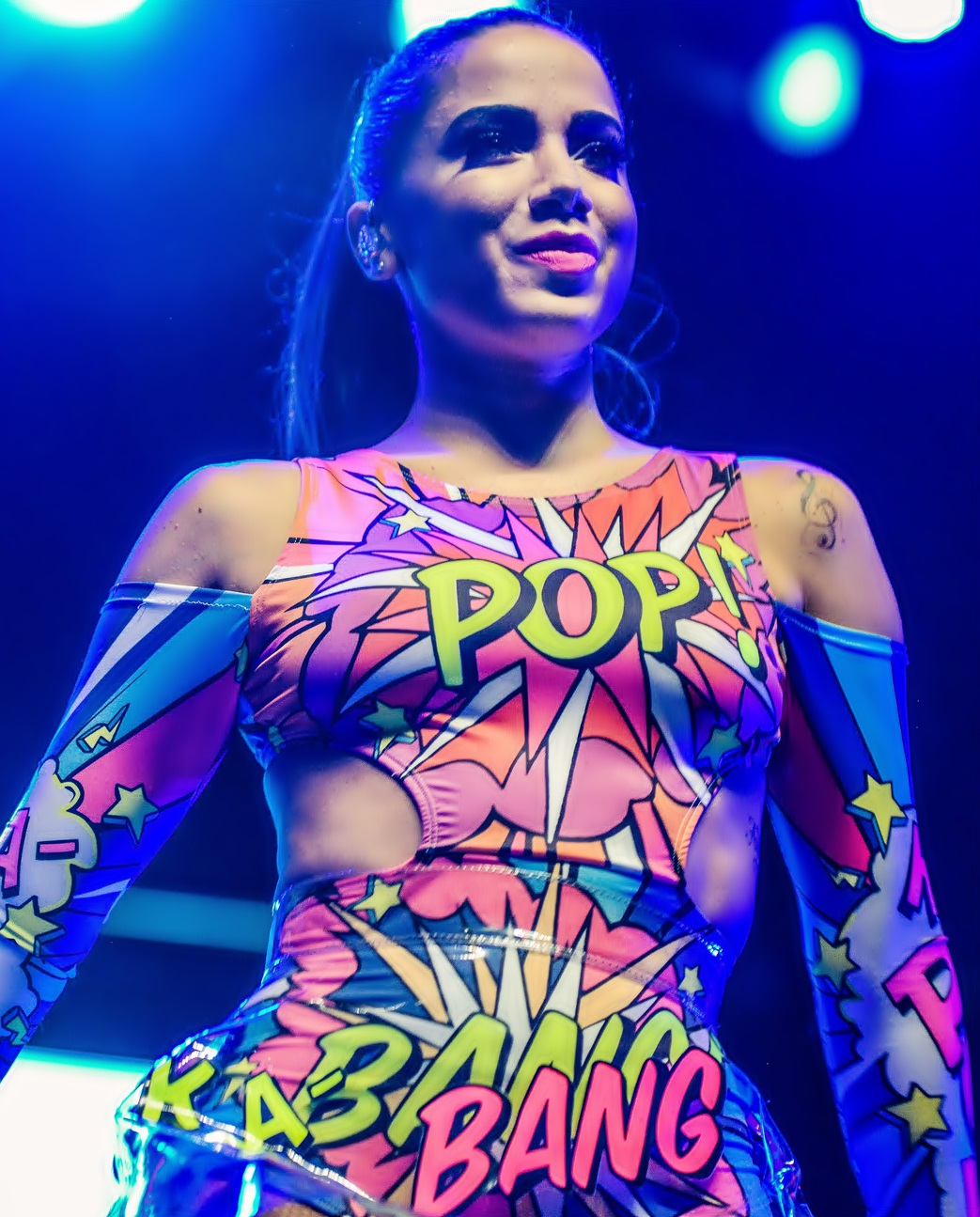
Anitta em show da turnê Show das Poderosinhas em 2016

A seguir é apresentada a lista das canções gravadas por Anitta, uma cantora brasileira que gravou canções para quatro álbuns de estúdio, um álbum ao vivo e cinco extended plays (EPs). Seu primeiro material de estúdio foi lançado em 2012, um EP autointitulado contendo seis faixas — sendo uma lançada como single promocional e duas como single de trabalho, "Menina Má" e "Meiga e Abusada". O primeiro material foi lançado pela produtora Furacão 2000, enquanto que seus trabalhos seguintes passaram a ser lançados pela Warner Music Brasil e pela K2L Produções, de Kamilla Fialho.
"Show das Poderosas", seu primeiro single de grande sucesso, e seu álbum de estreia autointitulado foram lançados em 2013. O disco fez a cantora receber sua primeira certificação de Platina e o single fechou o ano como a terceira música mais reproduzida nas rádios e a que mais vendeu no iTunes no Brasil. Entre o primeiro e o terceiro disco, Anitta divide os créditos de composição com Umberto Tavares e Jefferson Junior — onde os três predominam os créditos. O disco Bang, lançado em 2015, aparece com uma abertura maior para novos compositores e parceiros musicais, também marcando o primeiro material independente da K2L Produções. A faixa-título do material tornou-se seu segundo sucesso desde "Show das Poderosas". Até então, Anitta havia se firmado como uma cantora de funk melody, trazendo com Bang uma sonoridade mais pop para sua discografia.
Com os singles "Ginza", remix de canção do cantor colombiano J Balvin, e "Sim ou Não", em parceria com Maluma (ambas lançadas em 2016), Anitta inicia trabalhos para expansão de sua carreira para o mercado internacional, gravando posteriormente parcerias com Iggy Azalea, Major Lazer, Alesso, Poo Bear, dentre outros. Seu primeiro single notável internacionalmente foi "Downtown", outra parceria com o colombiano J Balvin. Em 2017, lança "Vai Malandra" em parceria com o cantor MC Zaac e o rapper norte-americano Maejor, conseguindo um êxito com uma canção de funk carioca. Em Kisses, quarto álbum de estúdio lançado em 2019, Anitta lança seu primeiro álbum voltado ao mercado internacional, com canções em espanhol e inglês, e parcerias com Becky G, Swae Lee, Snoop Dogg e Prince Royce, além de músicas em português com participações de Ludmilla e Caetano Veloso.
Anitta também gravou canções que foram inclusas em trilhas sonoras de filmes e telenovelas. Em 2018, com Anitta Entrou no Grupo, estreia seu primeiro programa de televisão para o canal Multishow, onde nele apresentou canções inéditas em parceria com diversos artistas que foram convidados de cada episódio. No mesmo ano, lançou a série animada Clube da Anittinha, onde a cantora é dubladora da personagem principal além de cantar as músicas que acompanham sua trilha sonora.

## Canções

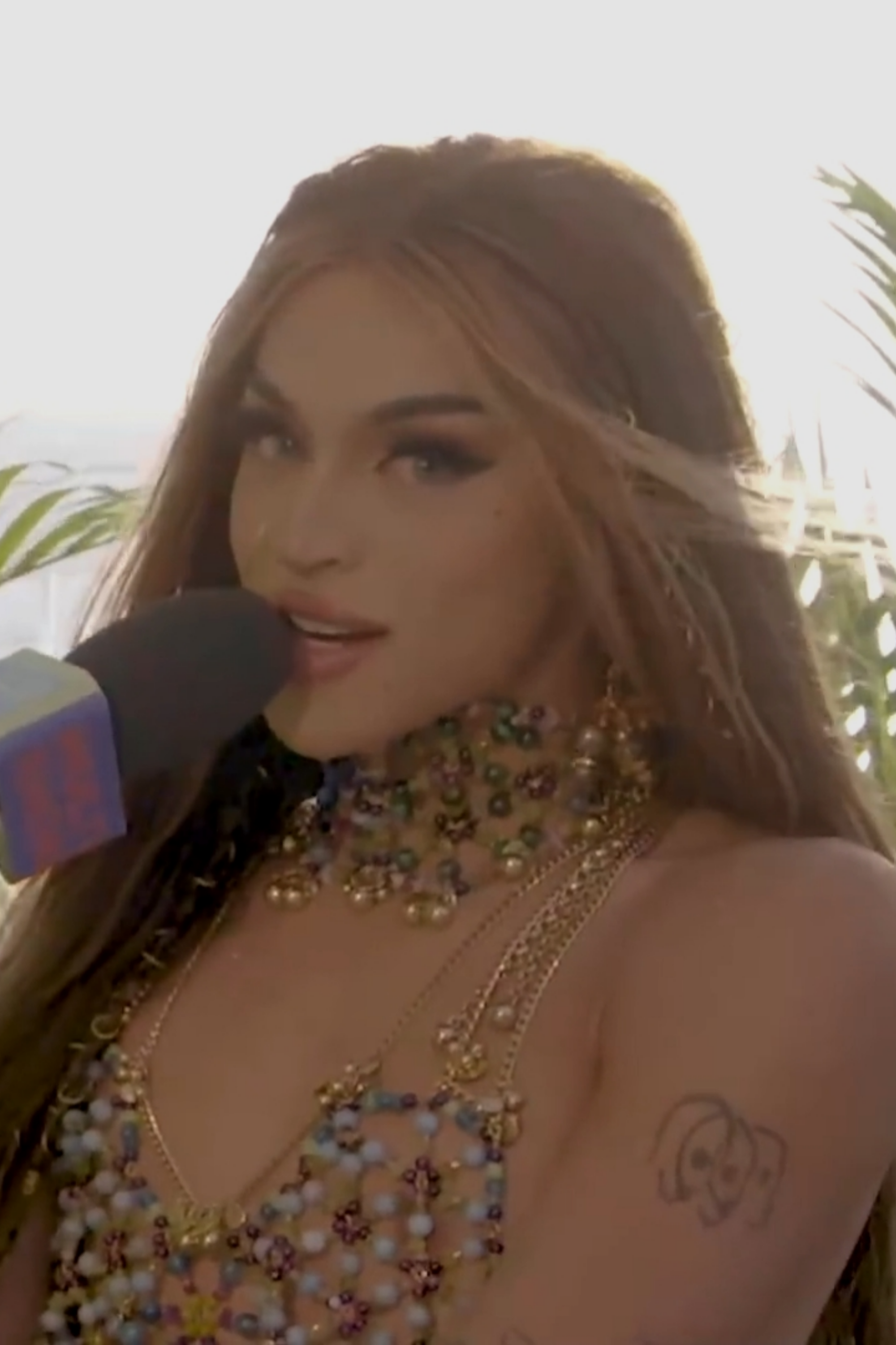
Anitta e Pabllo Vittar (foto) colaboraram em "Sua Cara", "Modo Turbo", "Balinha de Coração", "Calma Amiga Interlude" e "Alibi pt. 2".

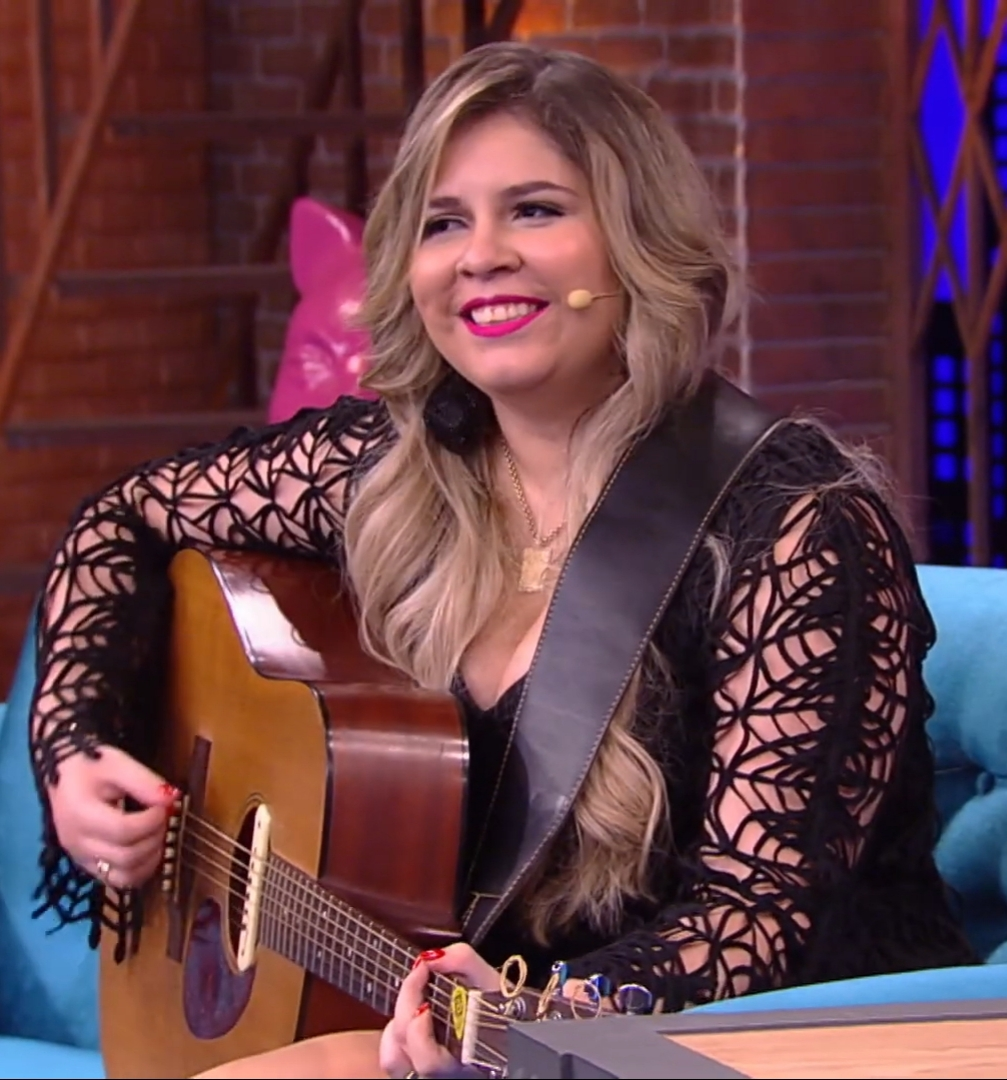
Anitta e Marília Mendonça (foto) colaboraram em "Some Que Ele Vem Atrás".

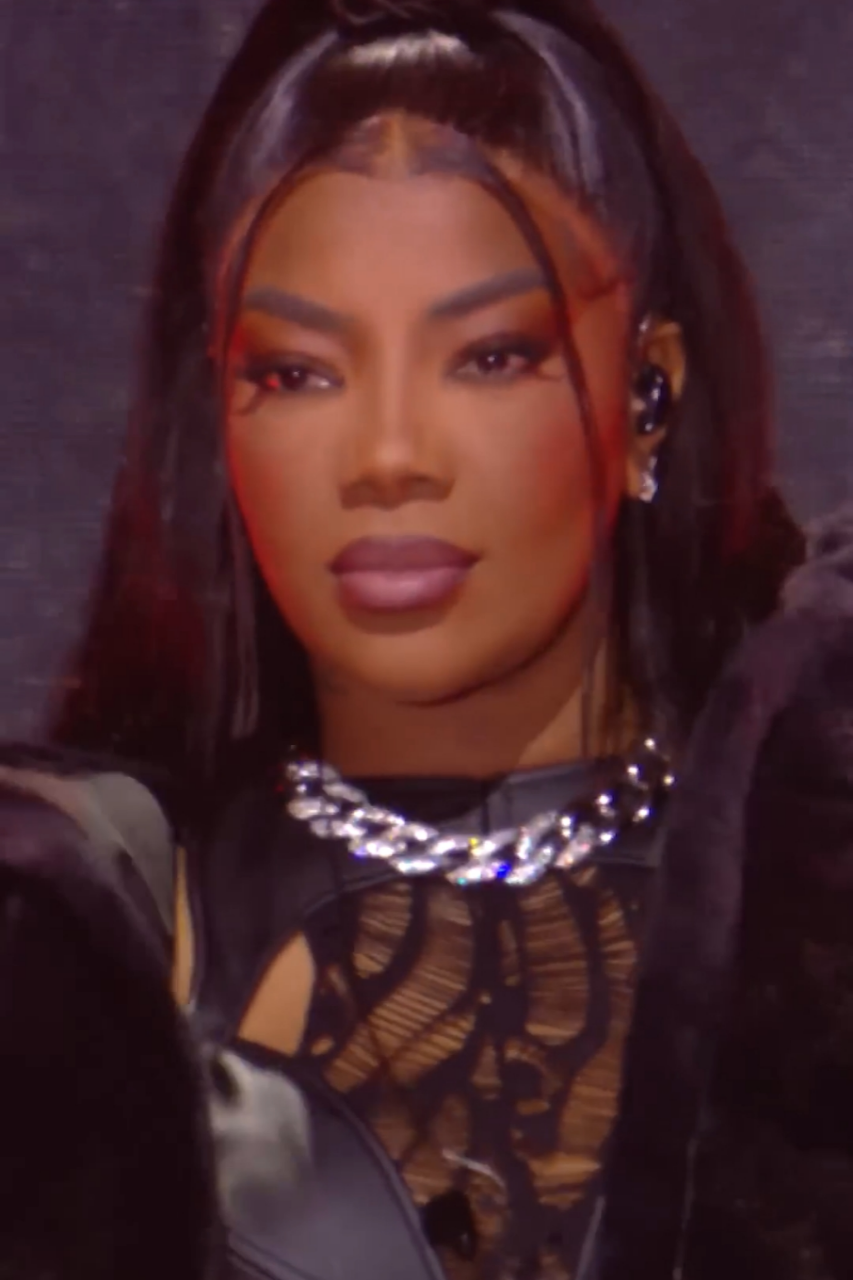
Anitta e Ludmilla (foto) colaboraram em "Onda Diferente" e "Favela Chegou".

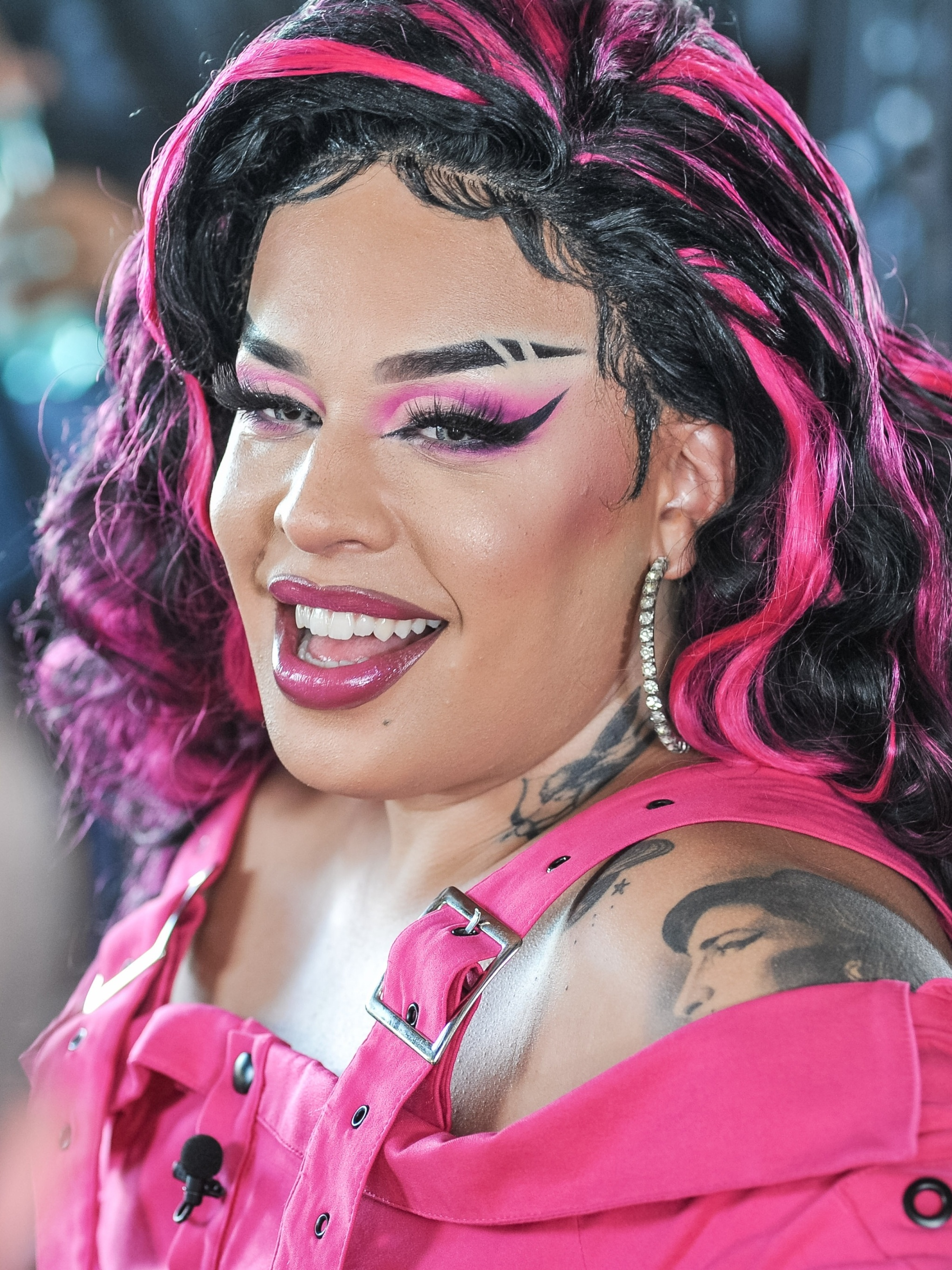
Anitta e Gloria Groove (foto) colaboraram em "Proibidona" e "Show das Poderosas (Remix)".

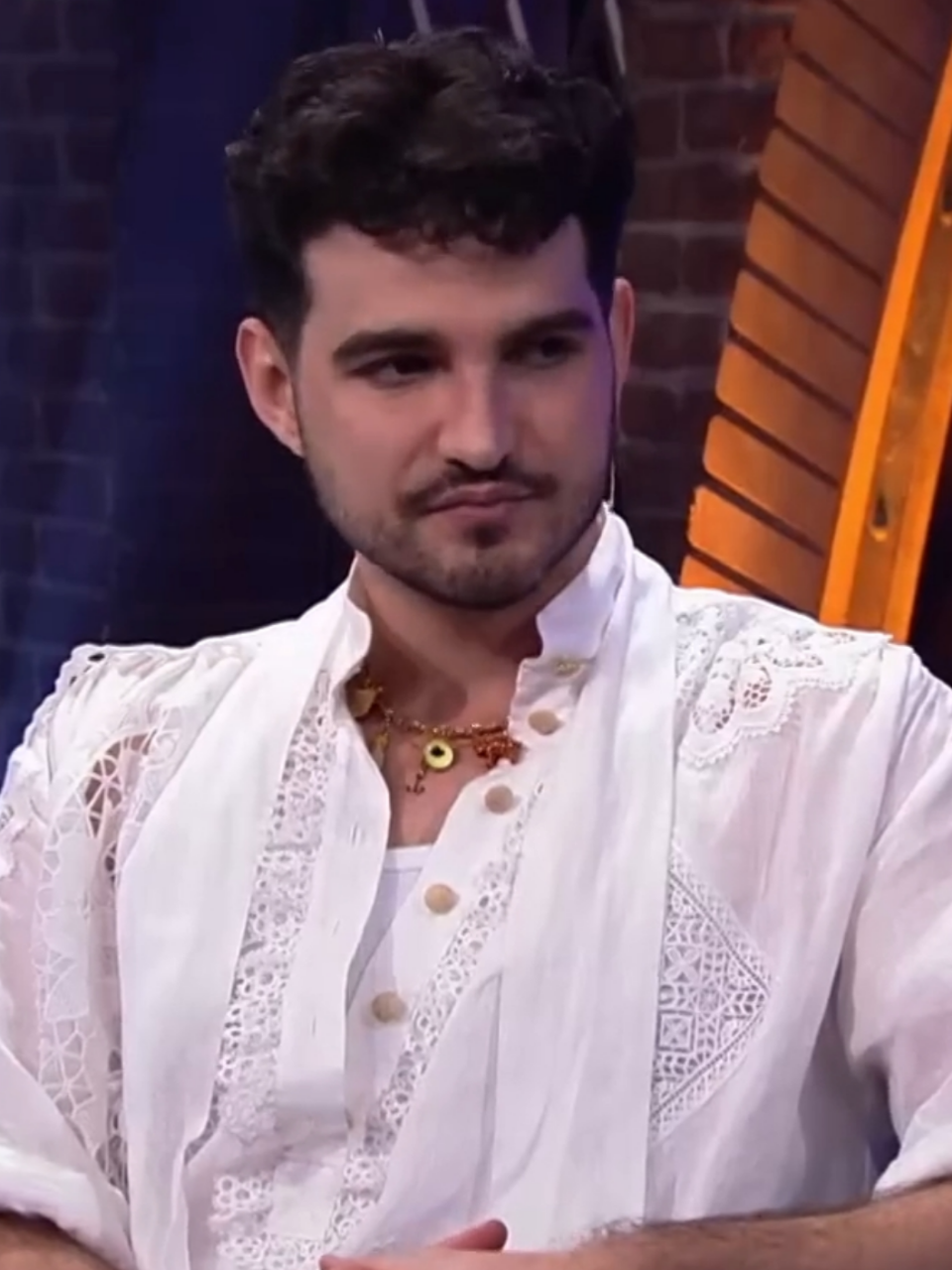
Anitta e Jão (foto) colaboraram em "Pilantra".

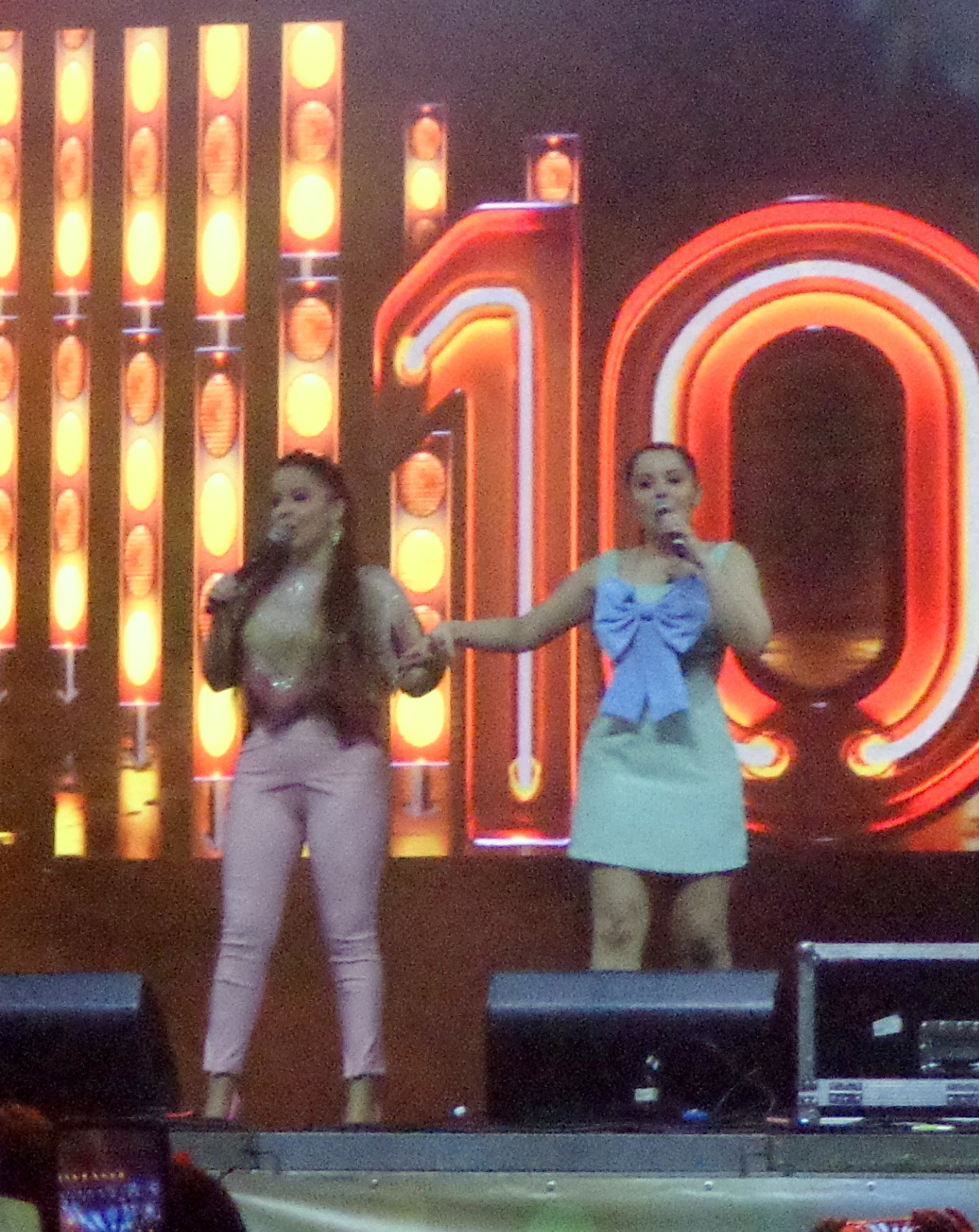
Anitta colaborou com Maiara & Maraisa (foto) em "Ela Não Vale Nada".

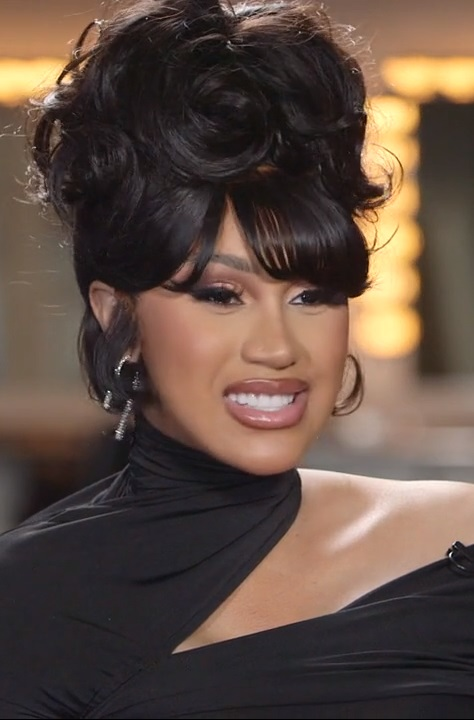
Anitta e Cardi B (foto) colaboraram em "Me Gusta".

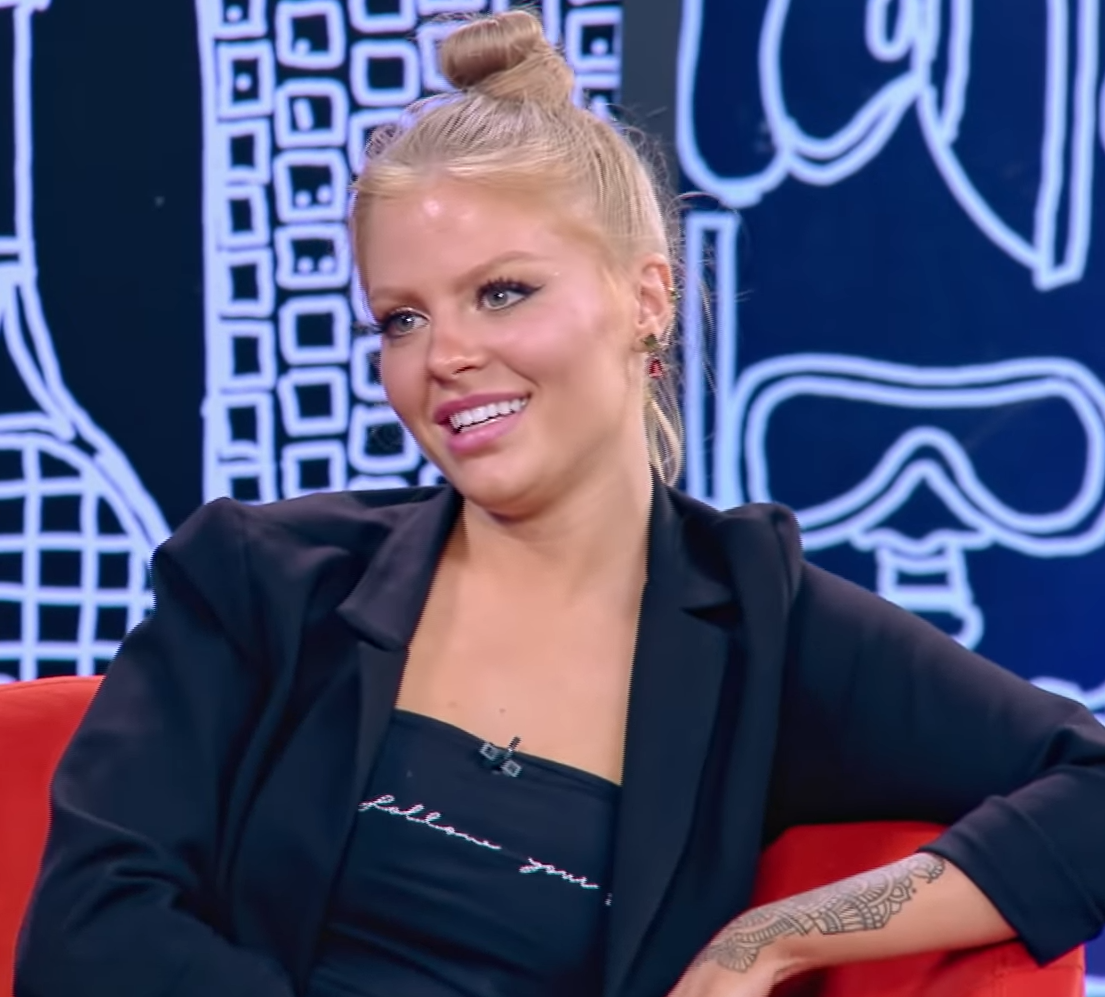
Anitta e Luísa Sonza (foto) colaboraram em "Combatchy" e "Modo Turbo".

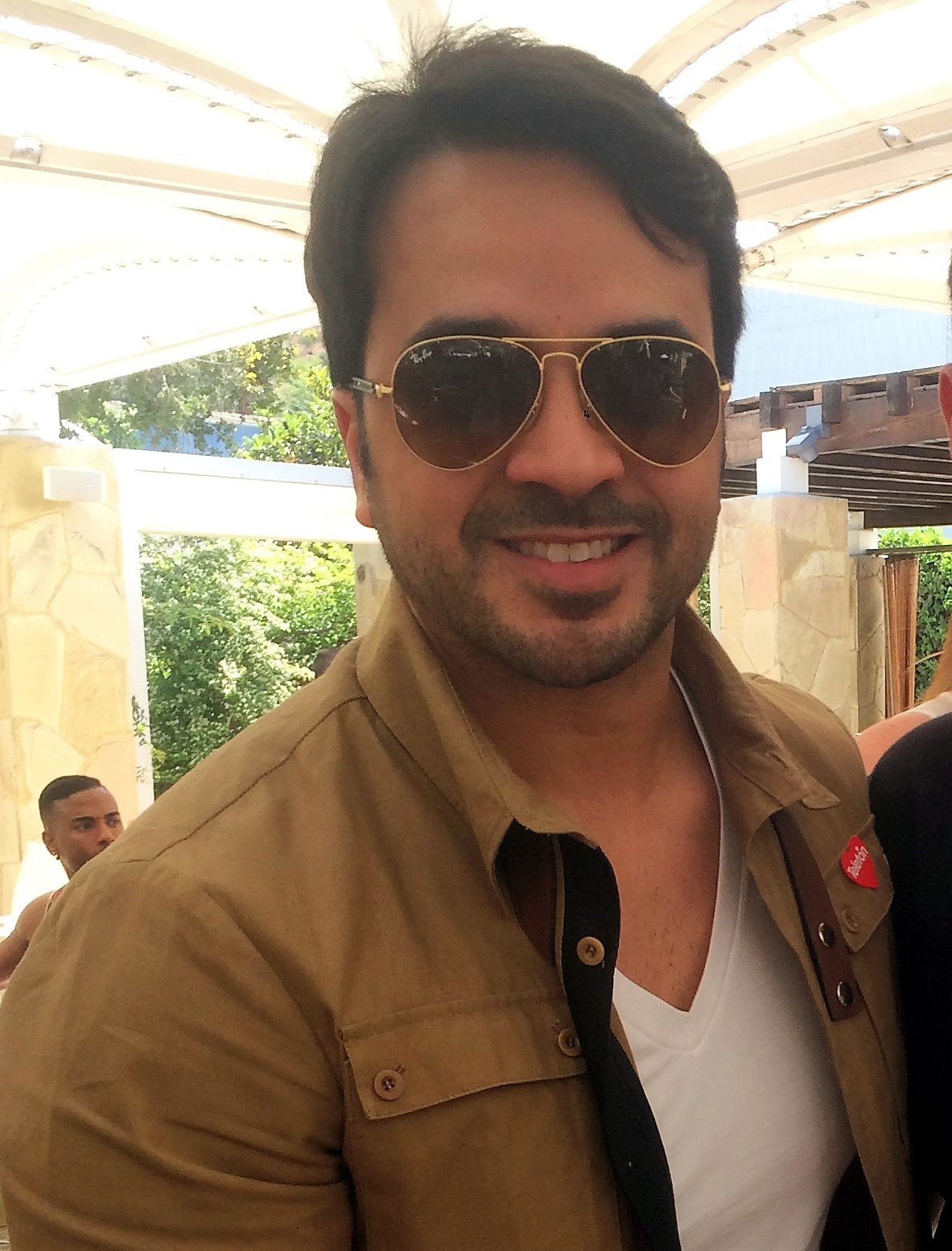
Anitta e Luis Fonsi (foto) colaboraram em "Pa' Lante".

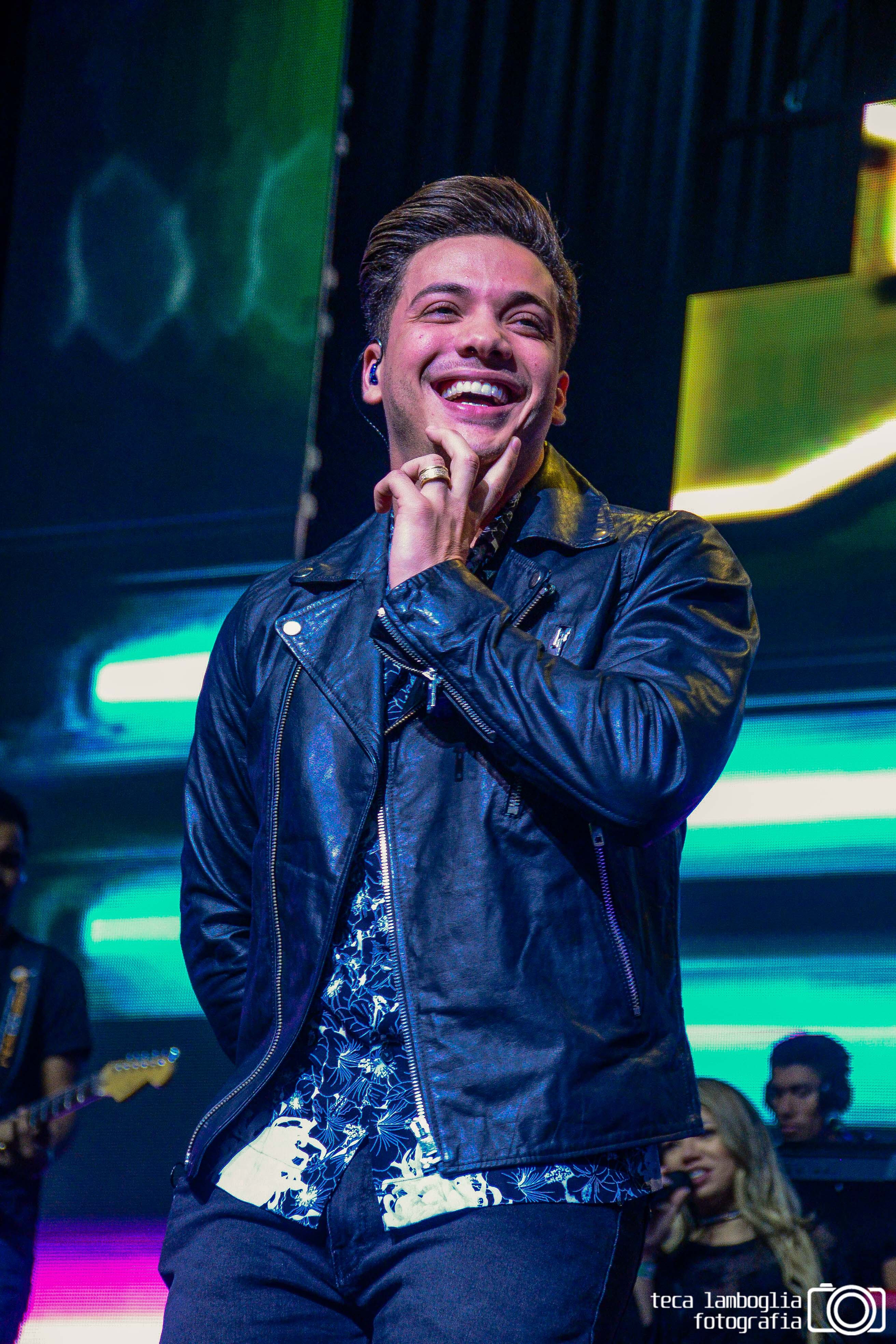
Anitta e Wesley Safadão (foto) colaboraram em "Você Partiu Meu Coração", "Mel" e "Romance Com Safadeza".

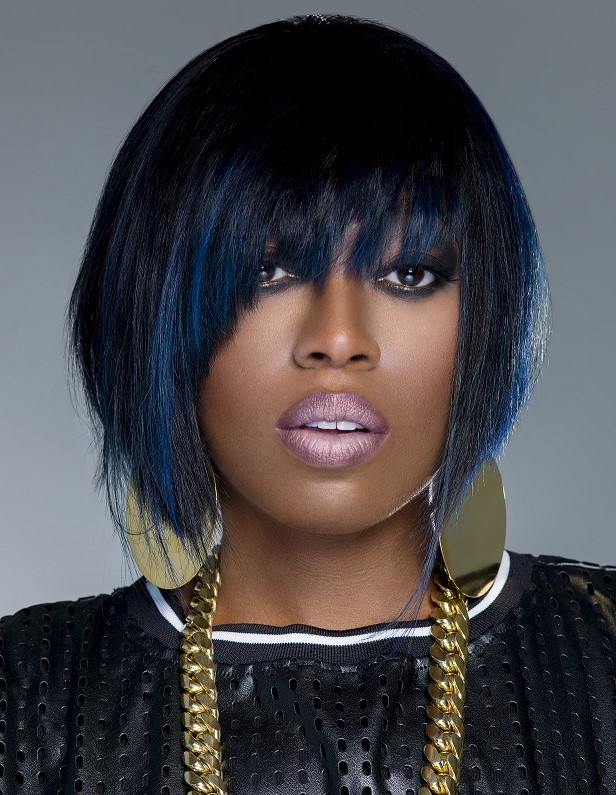
Anitta e Missy Elliott (foto) colaboraram em "Lobby".

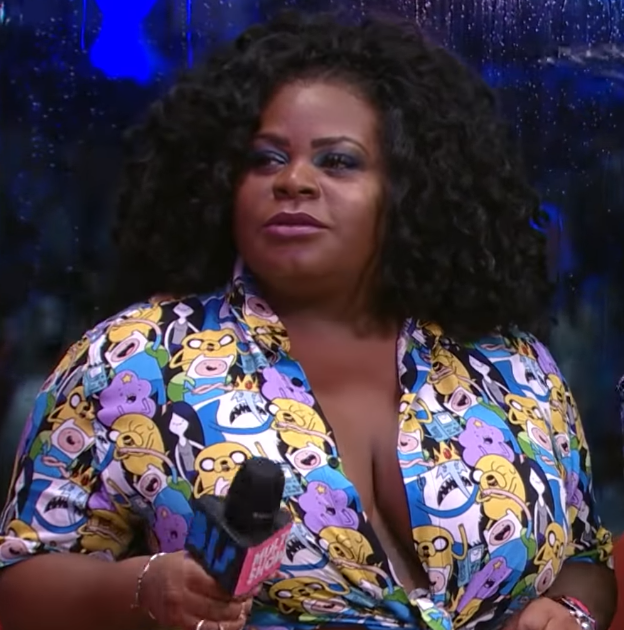
Anitta e Jojo Maronttinni (foto) colaboraram em "Perdendo a Mão".

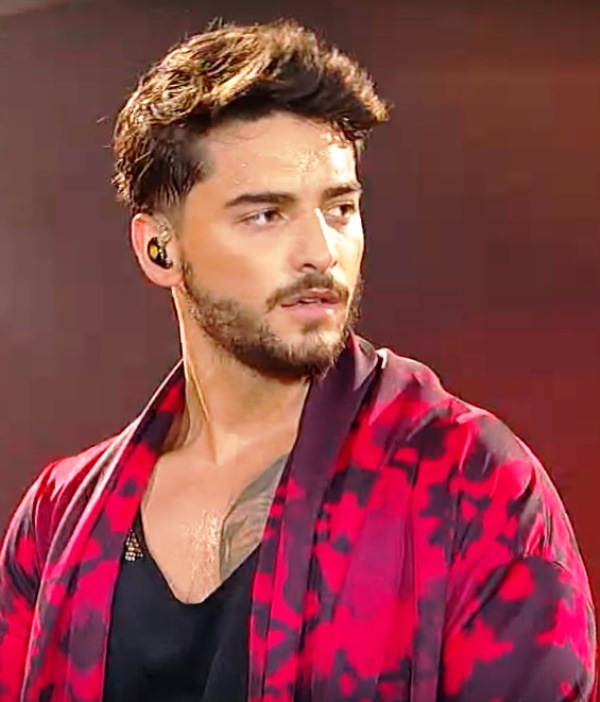
Anitta e Maluma (foto) colaboraram em "Sim ou Não", "Sí o No", "Mala Mía (Remix)", "El Que Espera" e "Mi Ninã (Remix)".

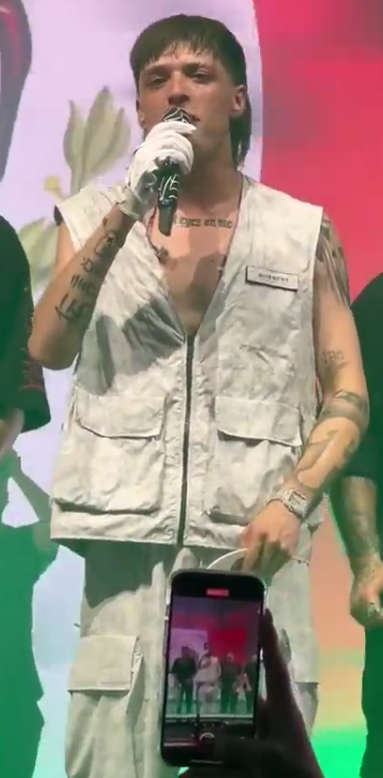
Anitta e Peso Pluma (foto) colaboraram em "Bellakeo".

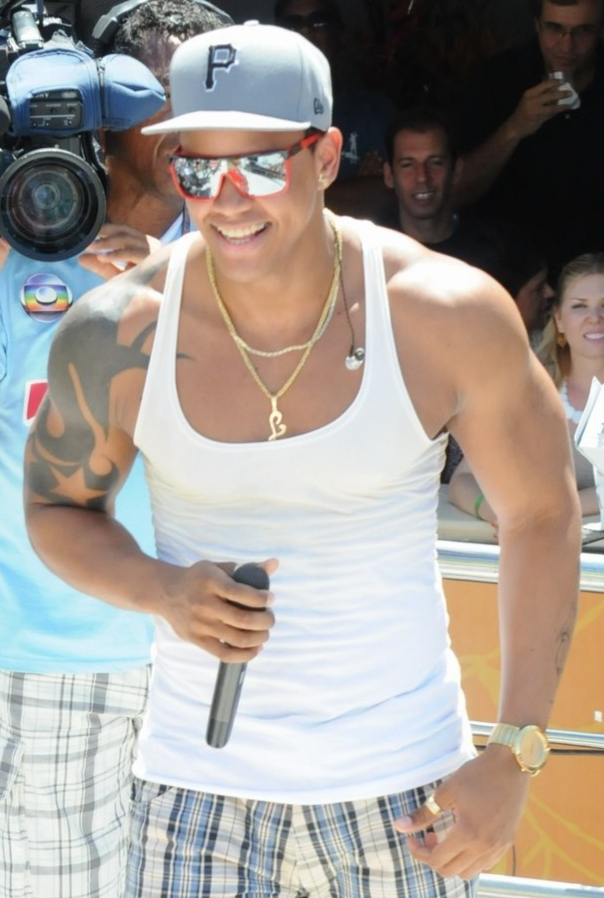
Anitta e Leo Santana (foto) colaboraram em "Contatinho" e "Posso Beijar Sua Boca?".

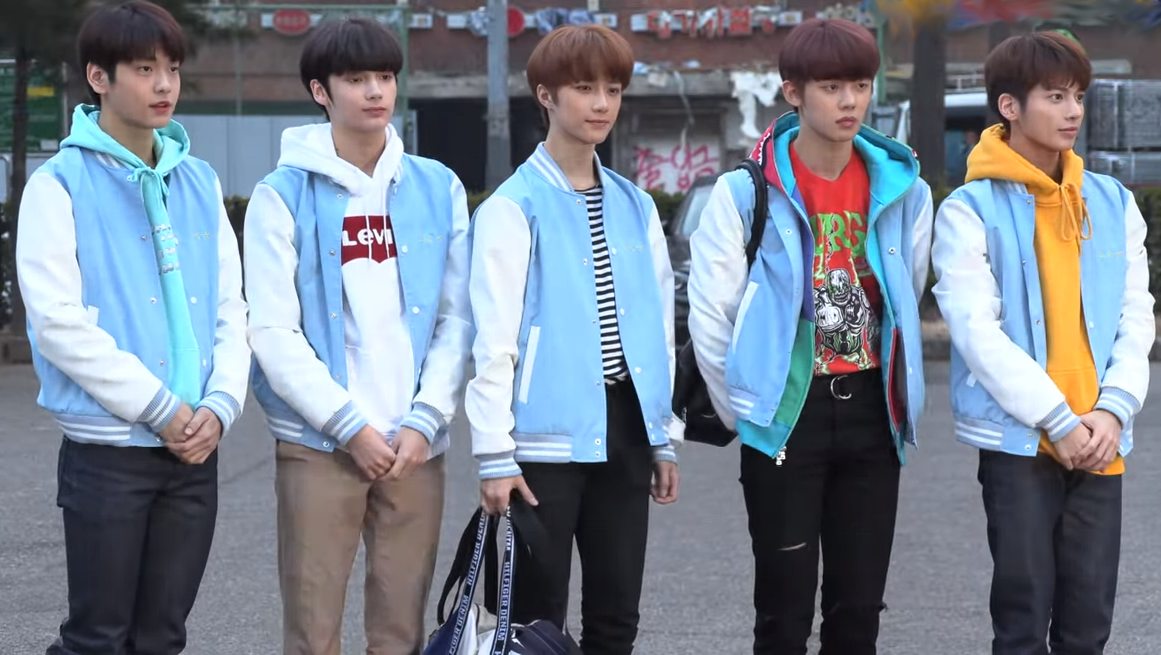
Anitta e TXT (foto) colaboraram em "Back for More".

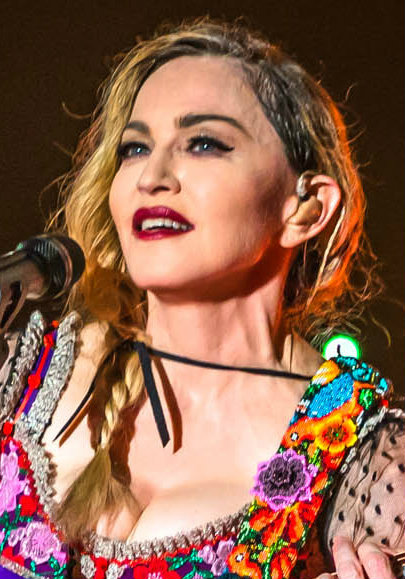
Anitta e Madonna (foto) colaboraram em "Faz Gostoso".

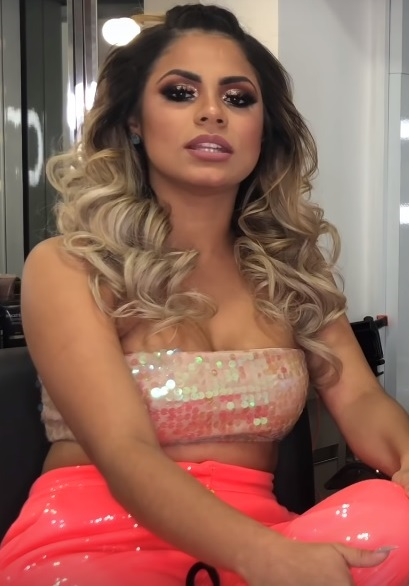
Anitta e Lexa (foto) colaboraram em "Combatchy" e "Avisa Lá".

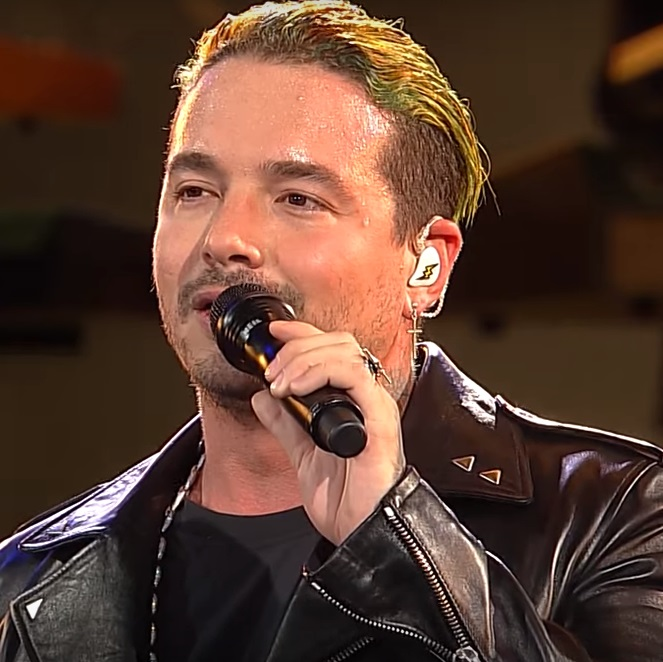
Anitta e J Balvin (foto) colaboraram em "Ginza (Anitta Remix)", "Downtown", "Machika", "Bola Rebola" e "No Más".

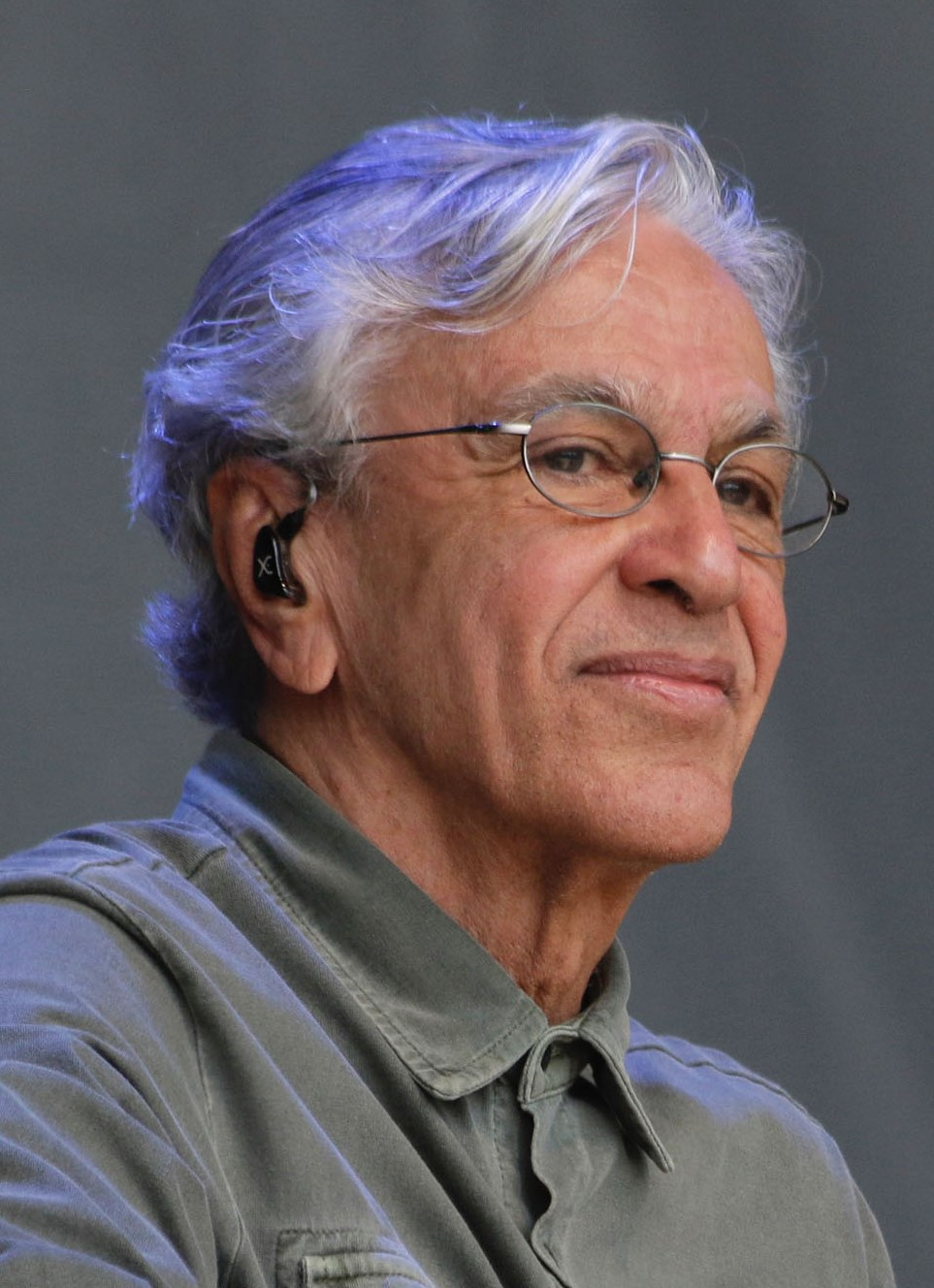
Anitta e Caetano Veloso (foto) colaboraram em "Você Mentiu".

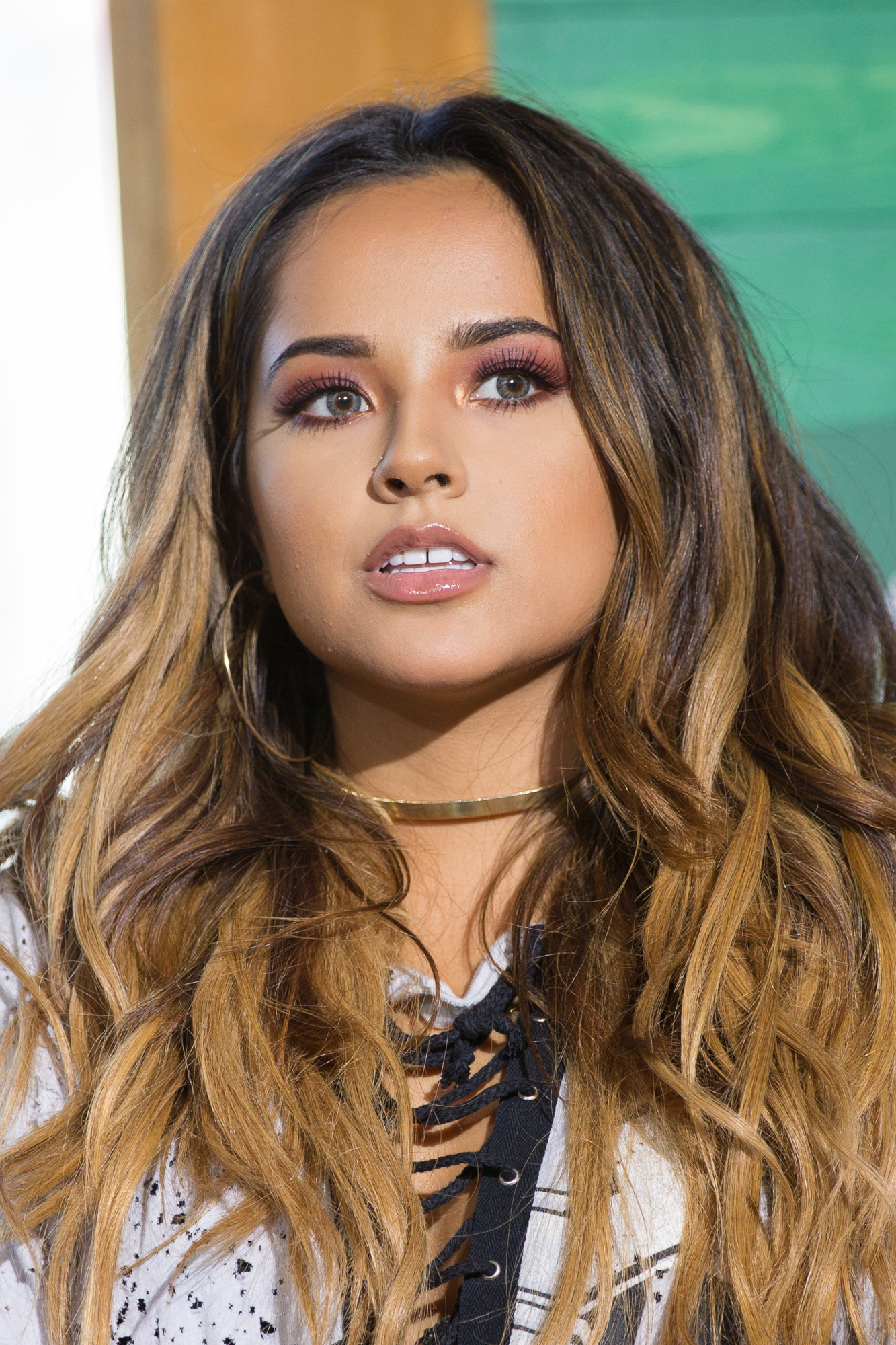
Anitta e Becky G (foto) colaboraram em "Banana", "La Loto" e "Mala Mía (Remix)".

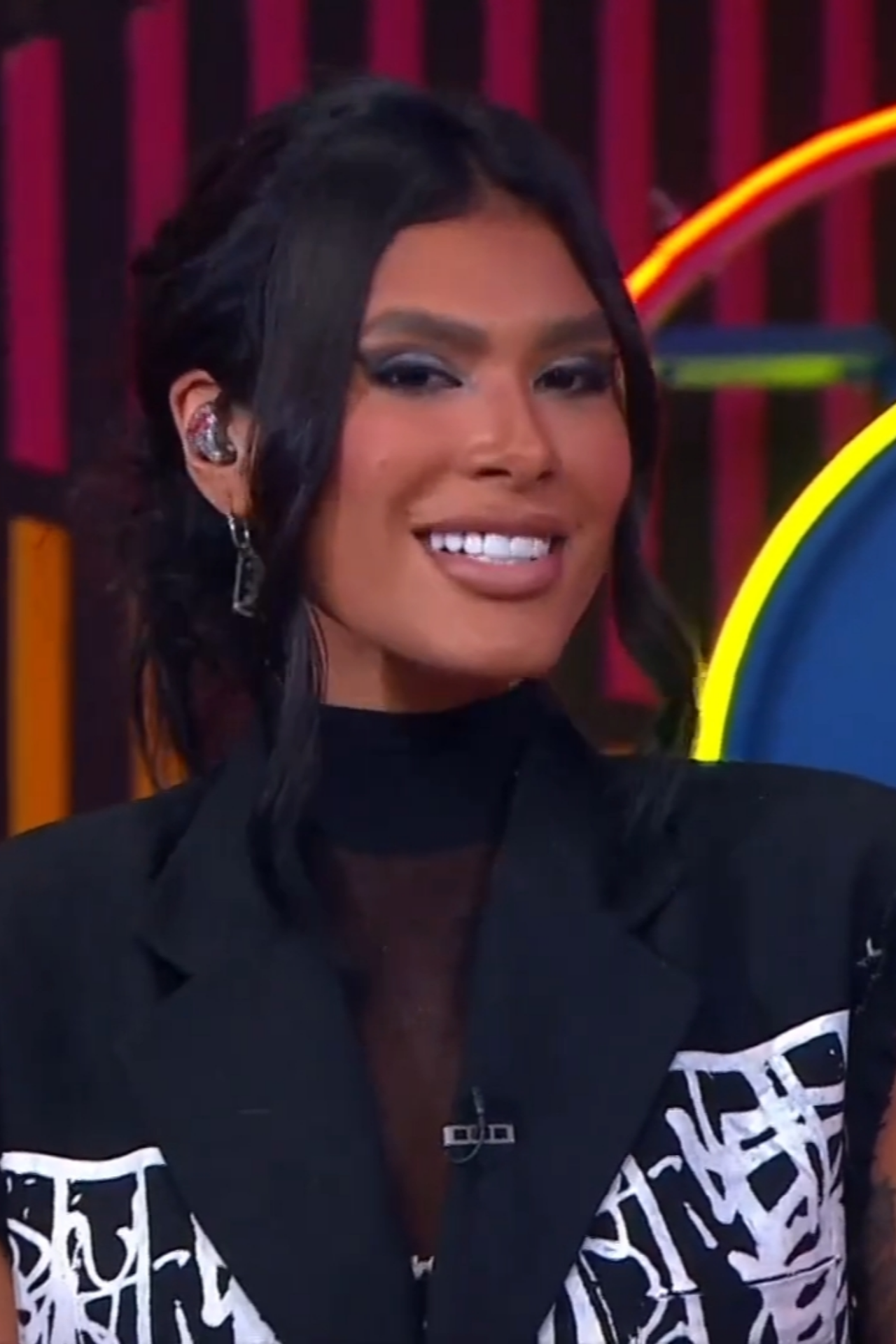
Anitta e Pocah (foto) colaboraram em "Avisa Lá".

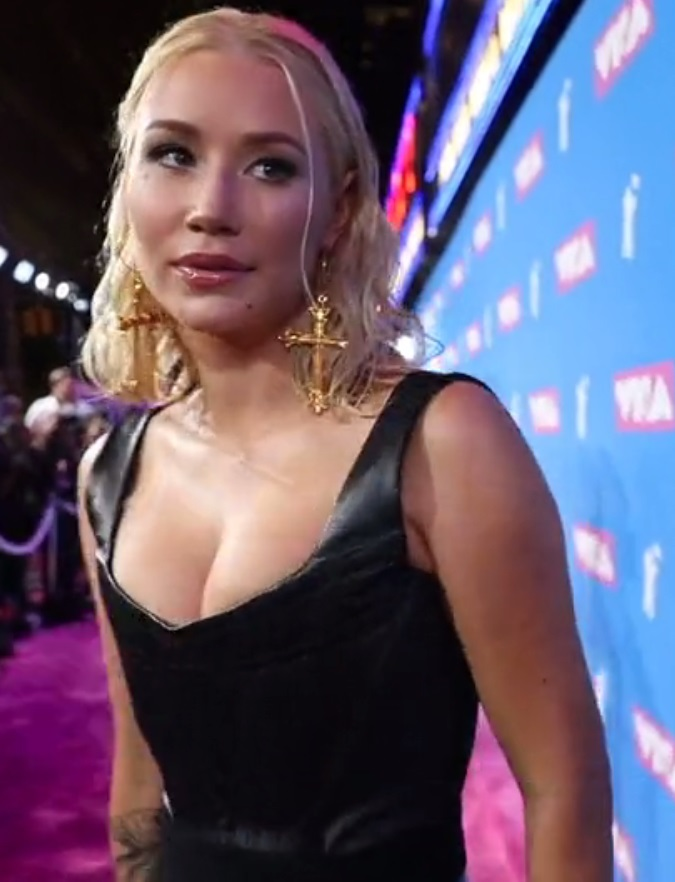
Anitta e Iggy Azalea (foto) colaboraram em "Switch".

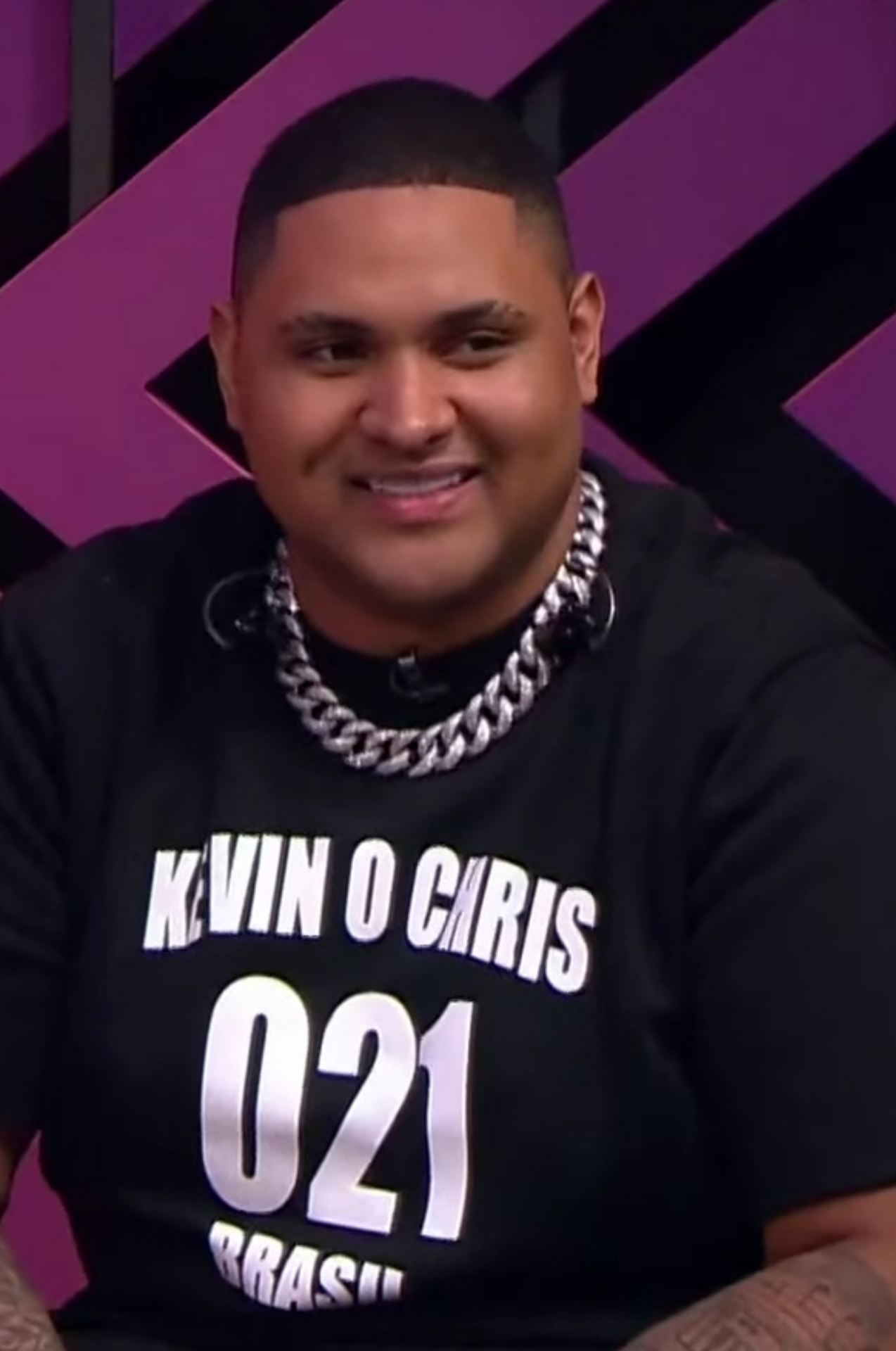
Anitta e Kevin o Chris (foto) colaboraram em "Que Rabão" e "24 Horas".

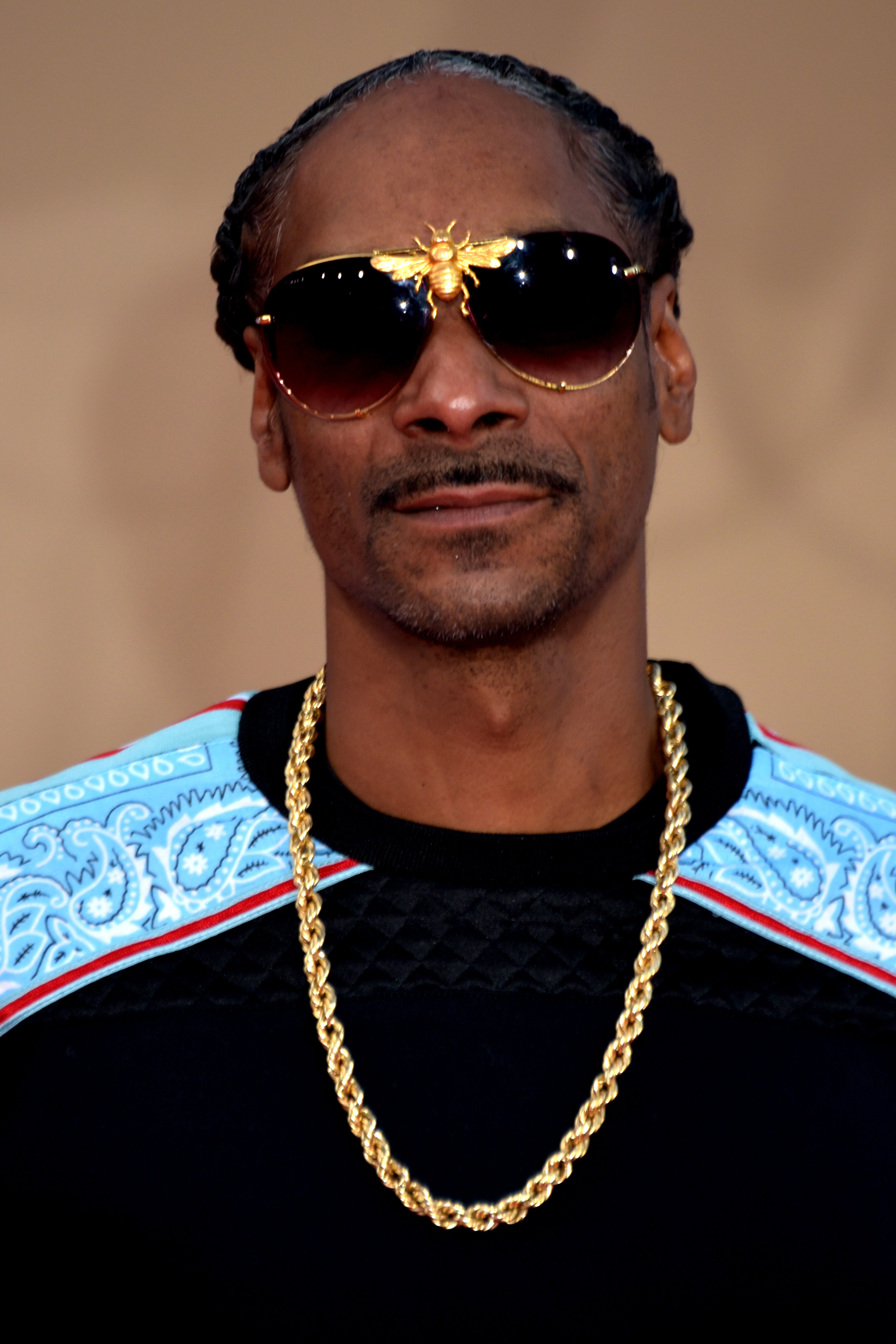
Anitta e Snoop Dogg (foto) colaboraram em "Onda Diferente" e "Little Square UBitchU".

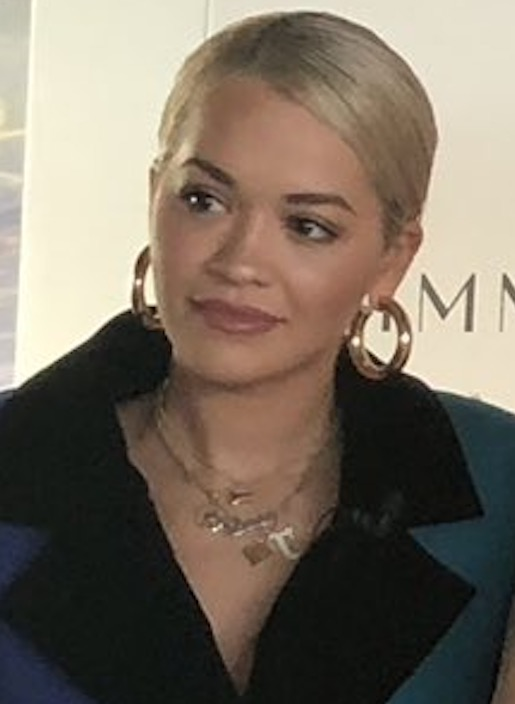
Anitta e Rita Ora (foto) colaboraram em "R.I.P.".

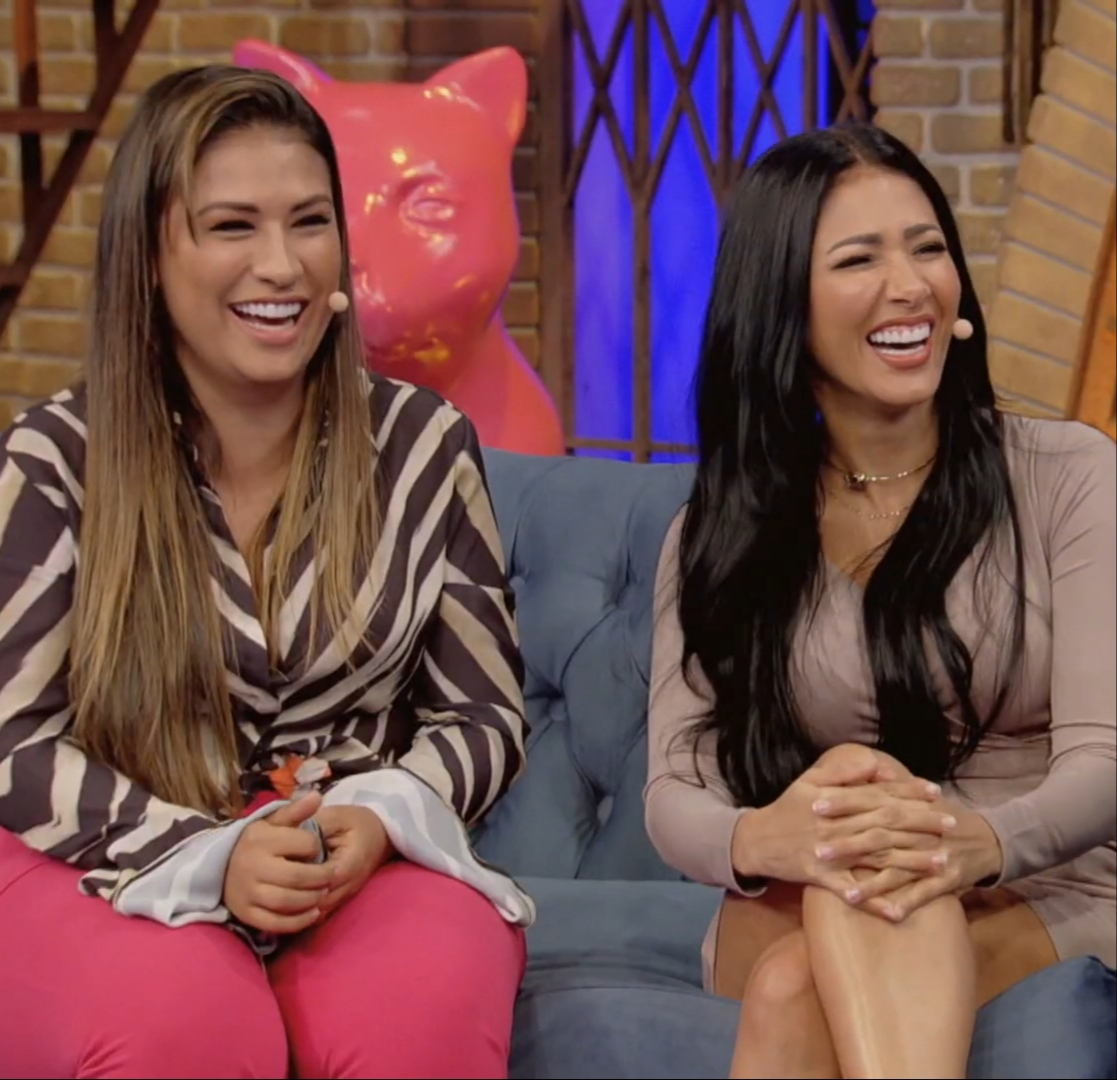
Anitta colaborou com Simone & Simaria (foto) em "Loka".

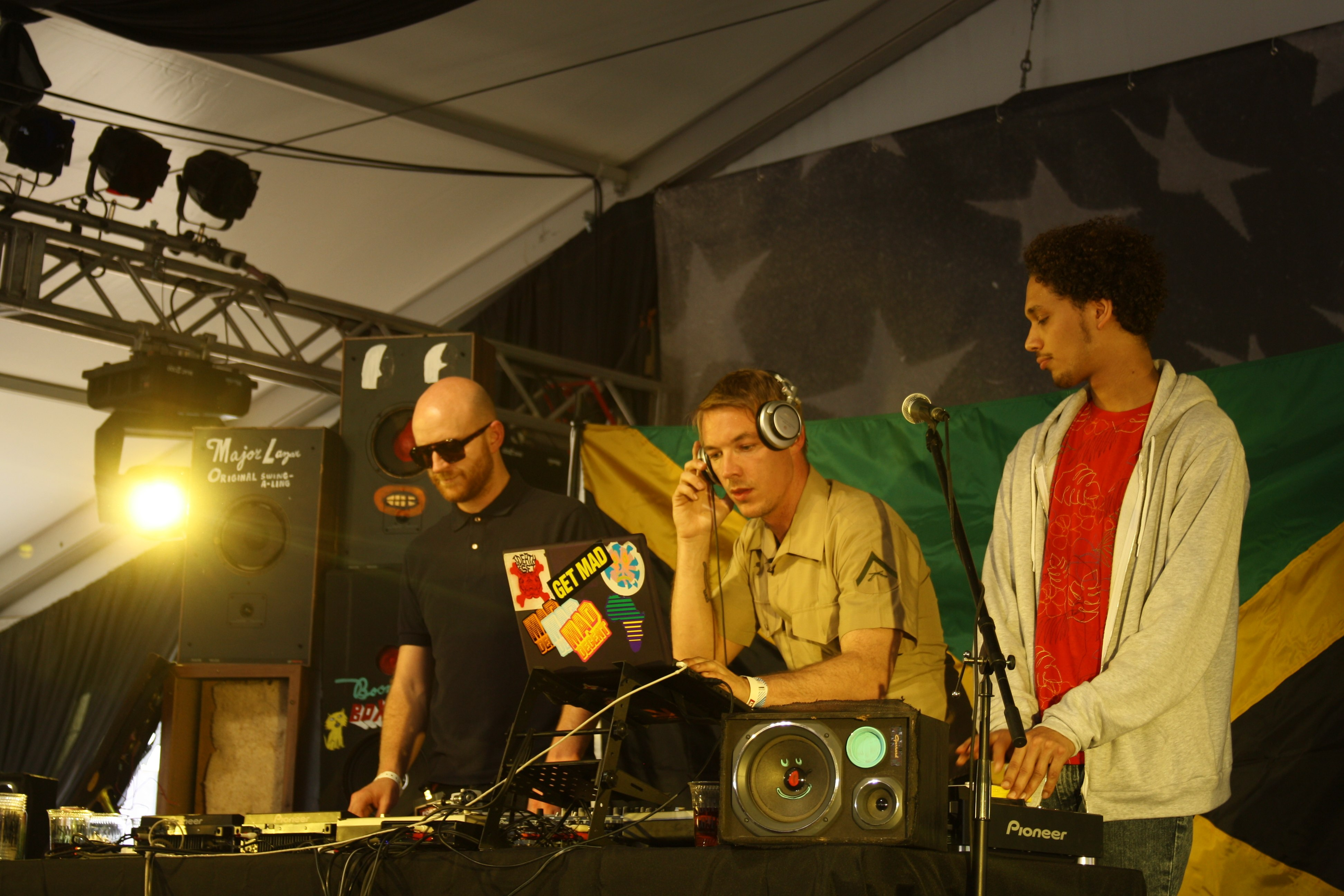
Anitta e Major Lazer (foto) colaboraram em "Sua Cara", "Rave de Favela" e "Make It Hot".

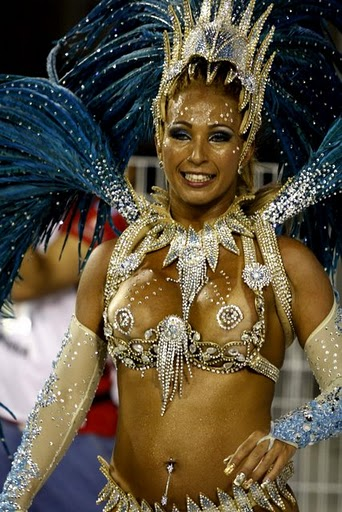
Anitta e Valesca Popozuda (foto) colaboraram em "Proibidona".

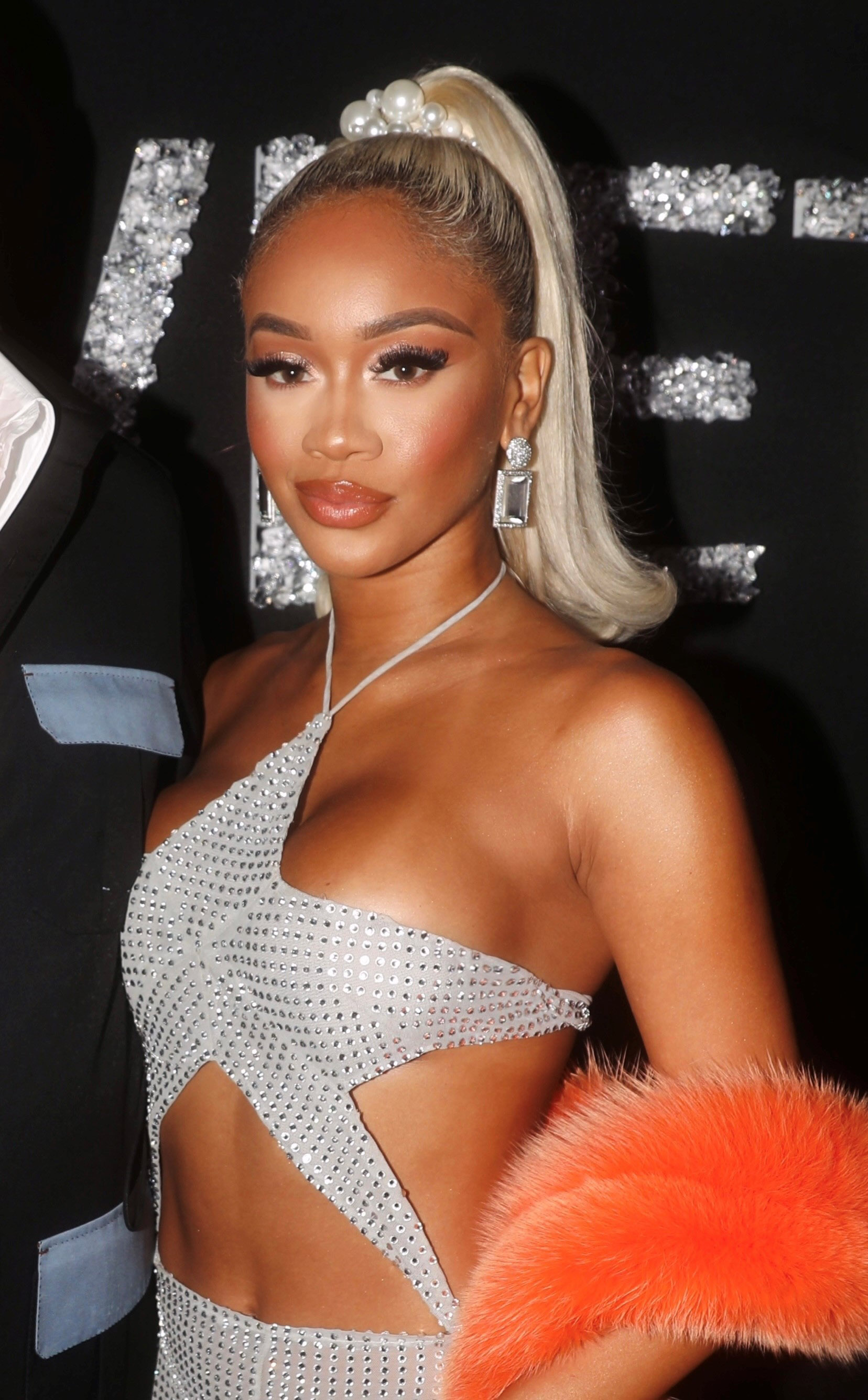
Anitta e Saweetie (foto) colaboraram em "Faking Love".

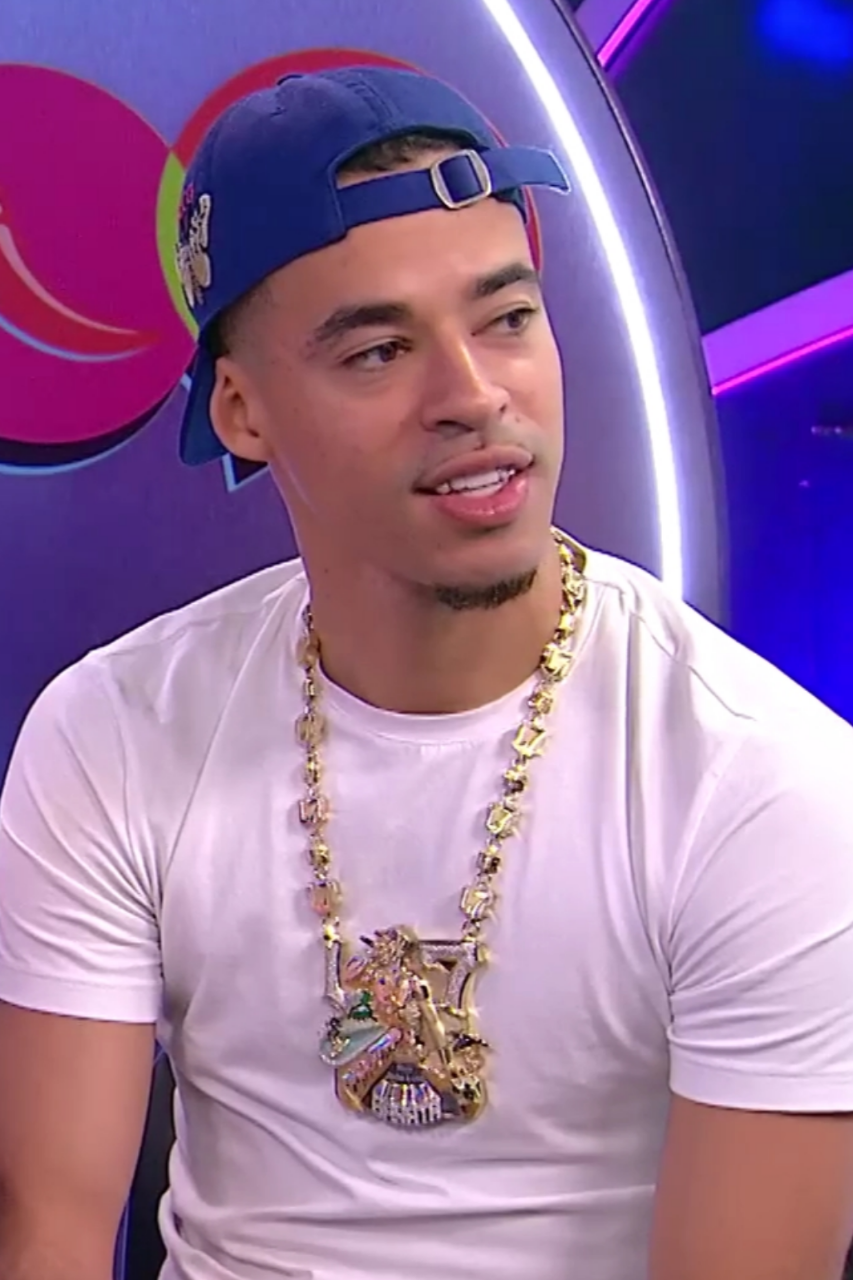
Anitta e L7nnon (foto) colaboraram em "Yo No Se" e "Posturado e Calmo".

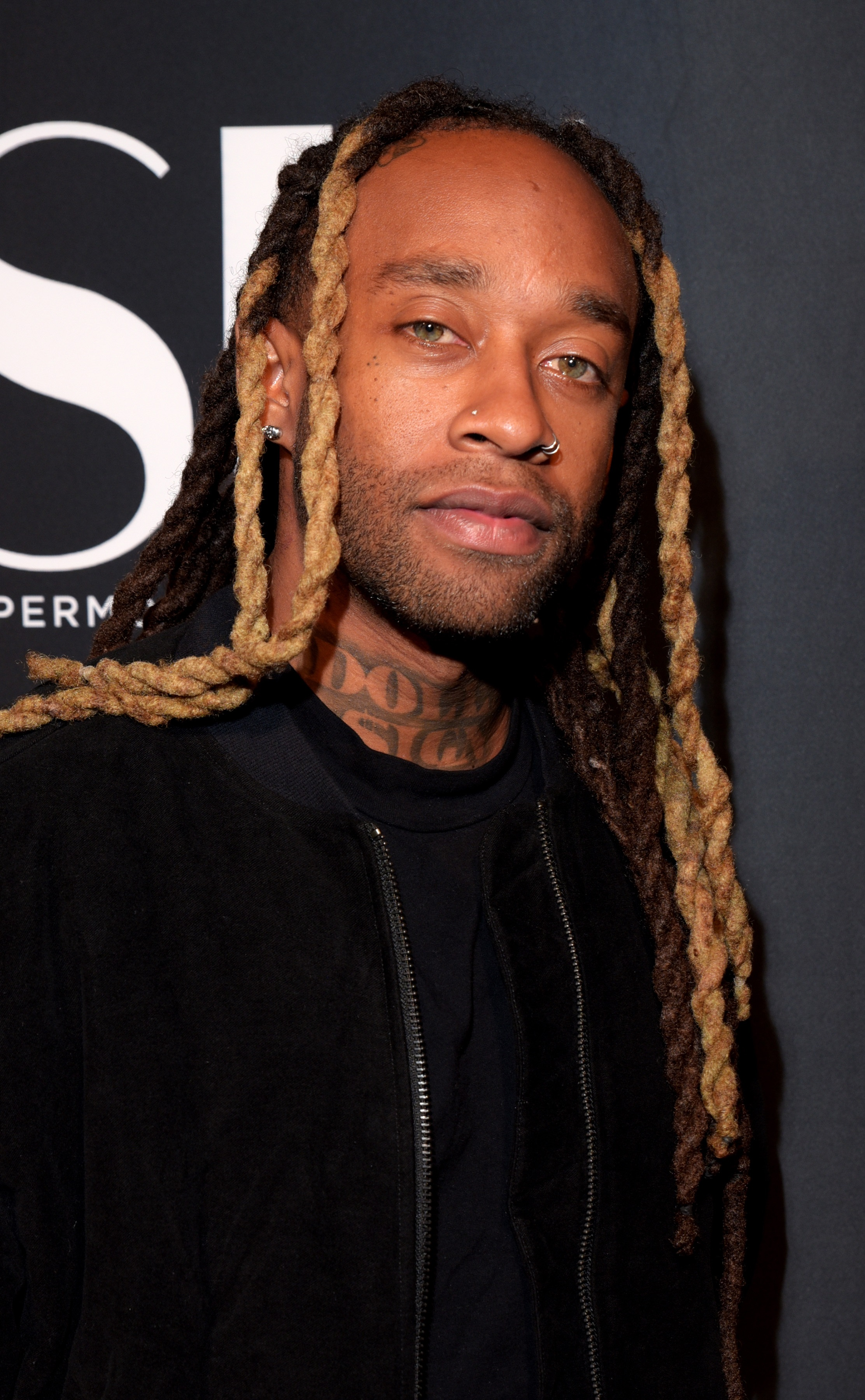
Anitta e Ty Dolla $ign (foto) colaboraram em "Gimme Your Number".

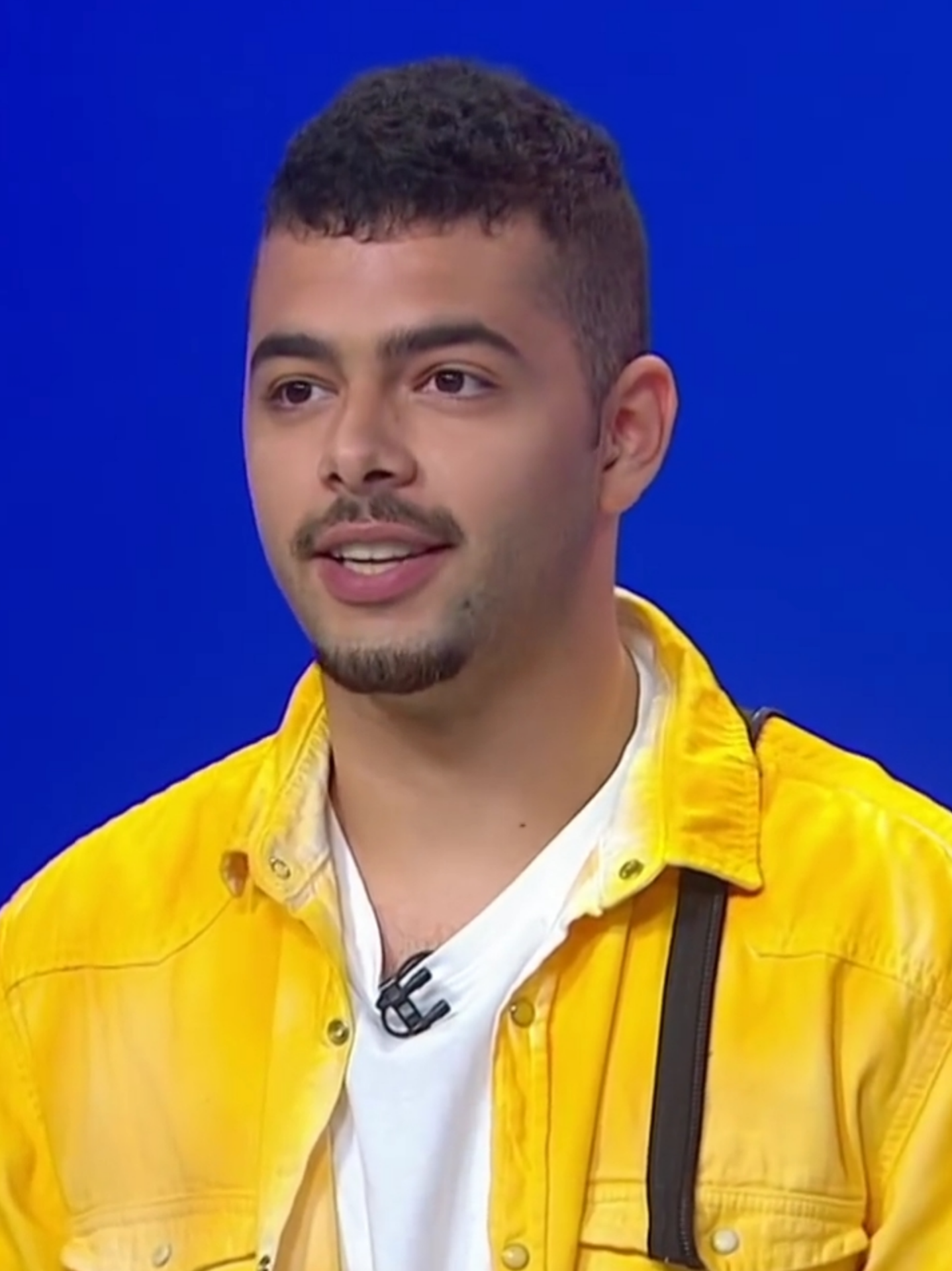
Anitta e Pedro Sampaio (foto) colaboraram em "No Chão Novinha", "Dançarina (Remix)" e "Joga Pra Lua".

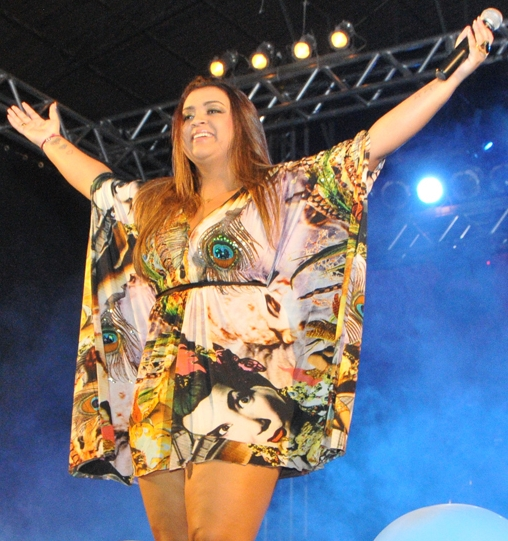
Anitta e Preta Gil (foto) colaboraram em "Take It Easy".

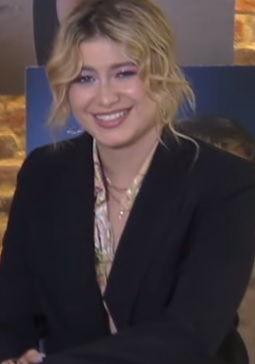
Anitta e Sofía Reyes (foto) colaboraram em "R.I.P.".

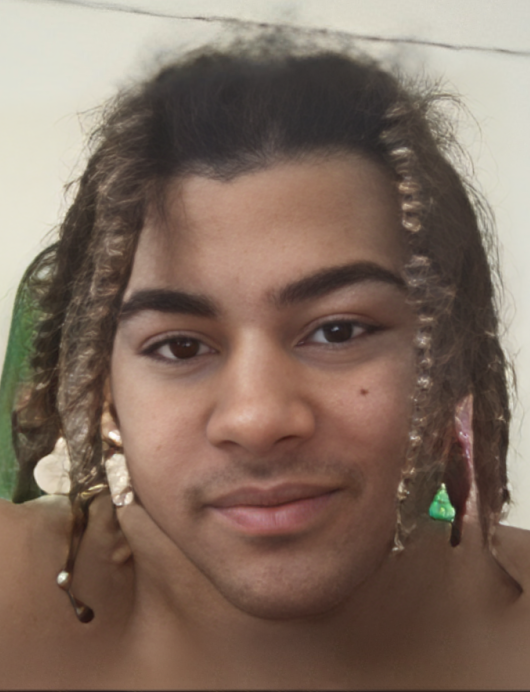
Anitta e 24kGoldn (foto) colaboraram em "Me Gusta (Remix)".

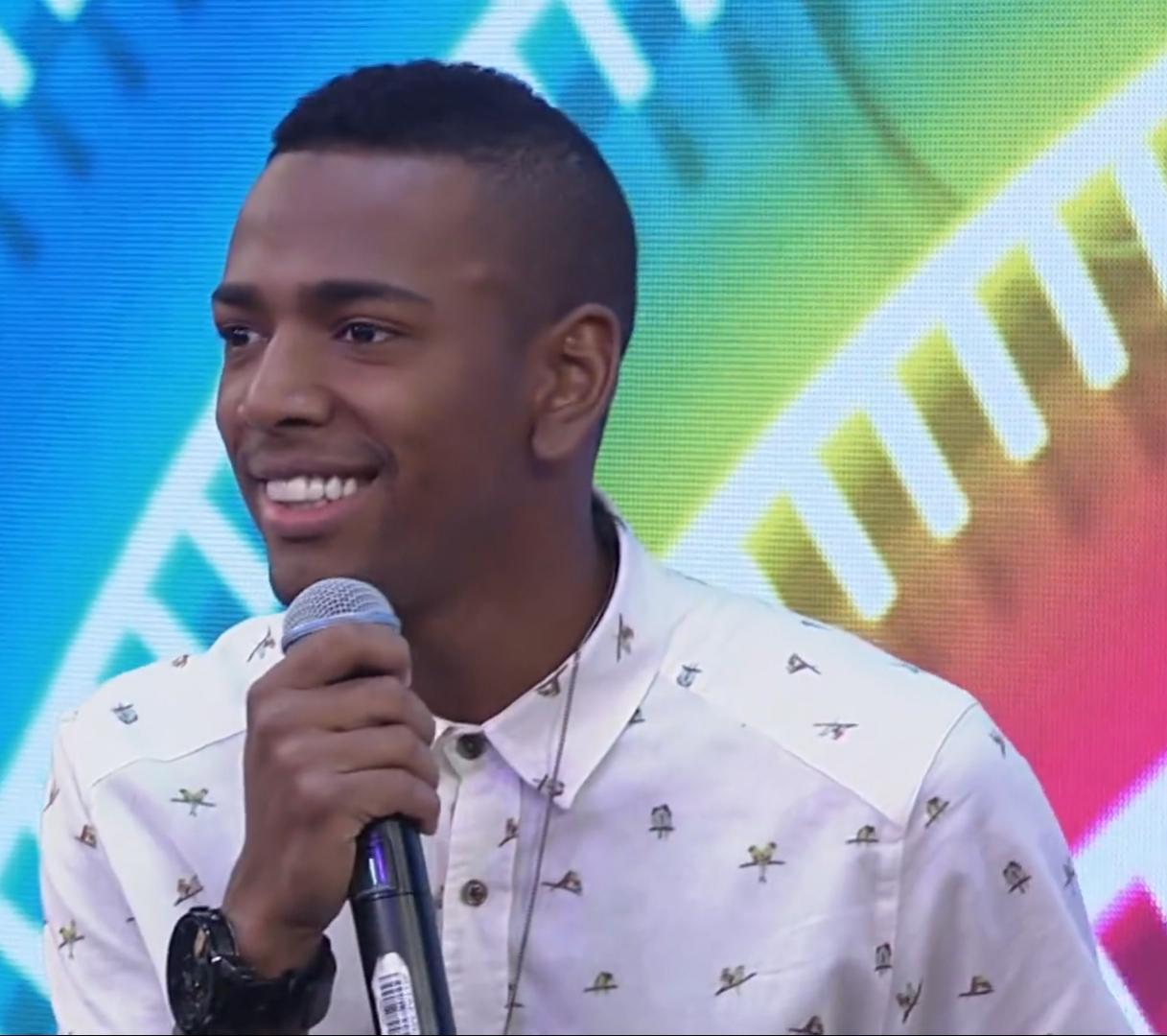
Anitta e Nego do Borel (foto) colaboraram em "Você Partiu Meu Coração" e "Pode Chegar".

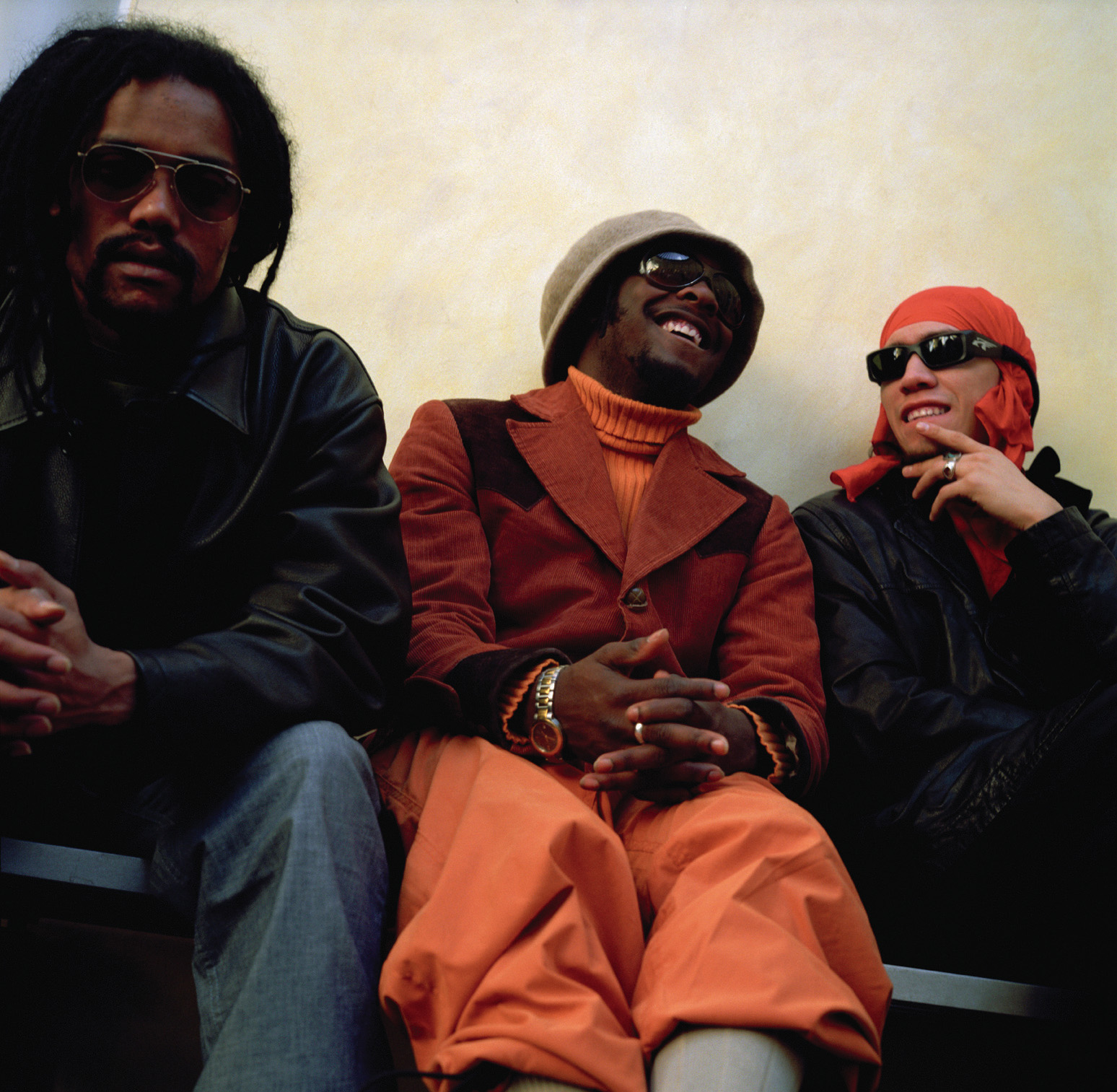
Anitta e Black Eyed Peas (foto) colaboraram em "Explosion" e "Simply The Best".

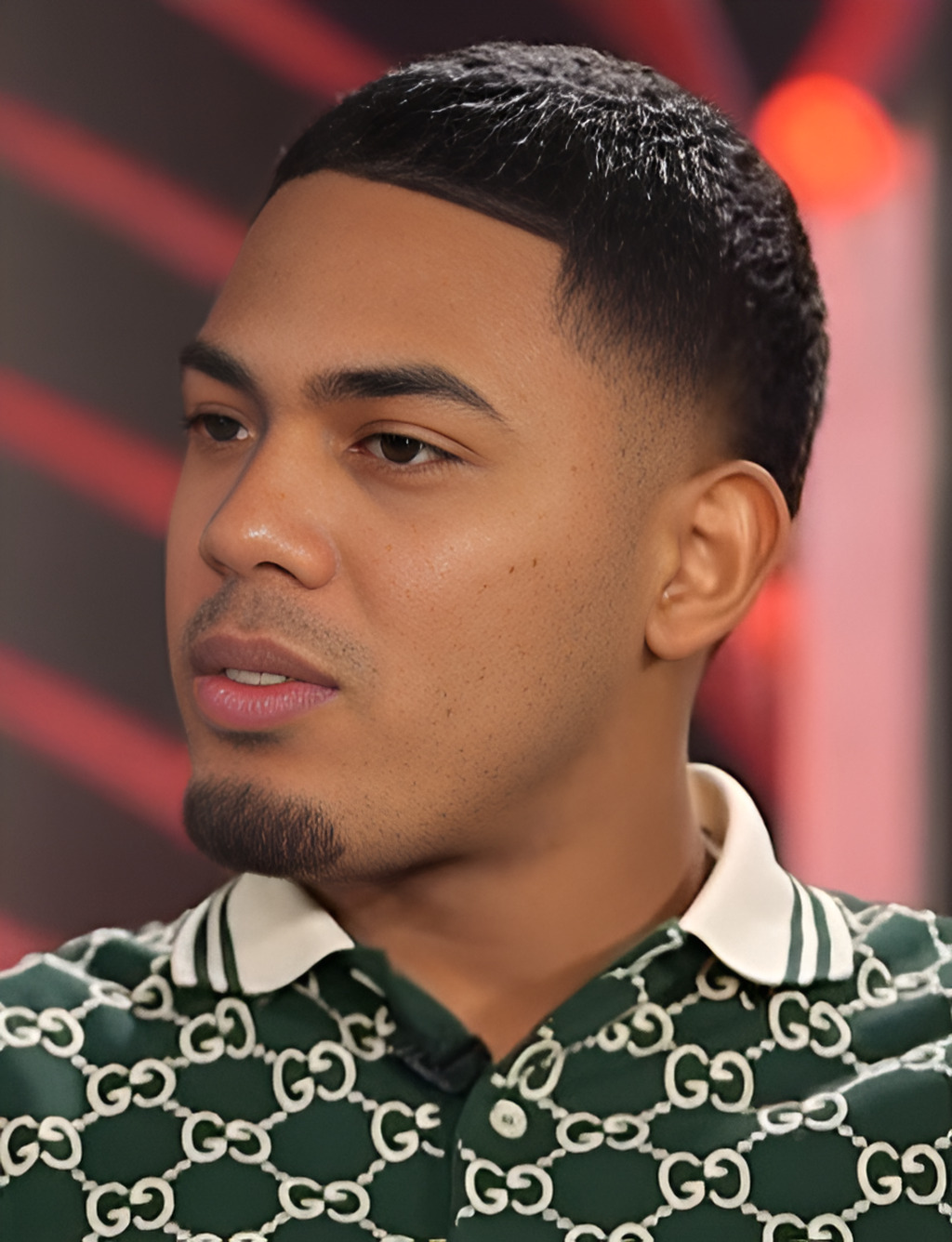
Anitta e Myke Towers (foto) colaboraram em "Me Gusta" e "Mi Niña (Remix)".

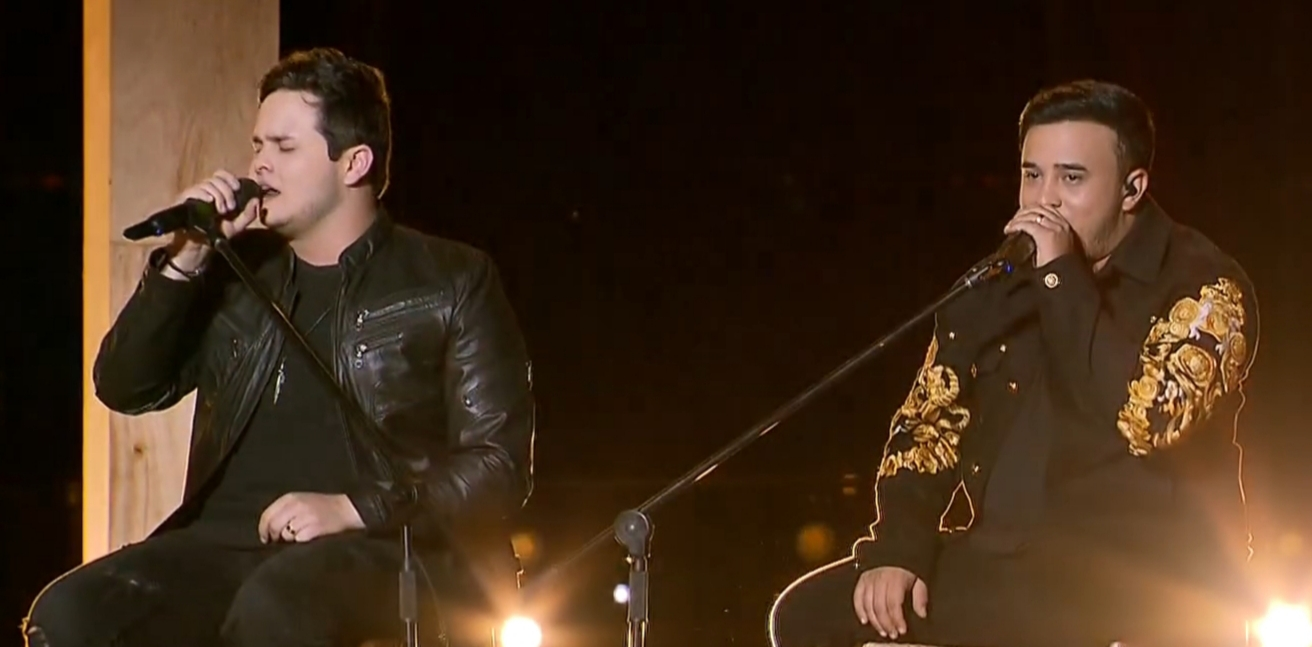
Anitta colaborou com Matheus & Kauan (foto) em "Ao Vivo e A Cores".

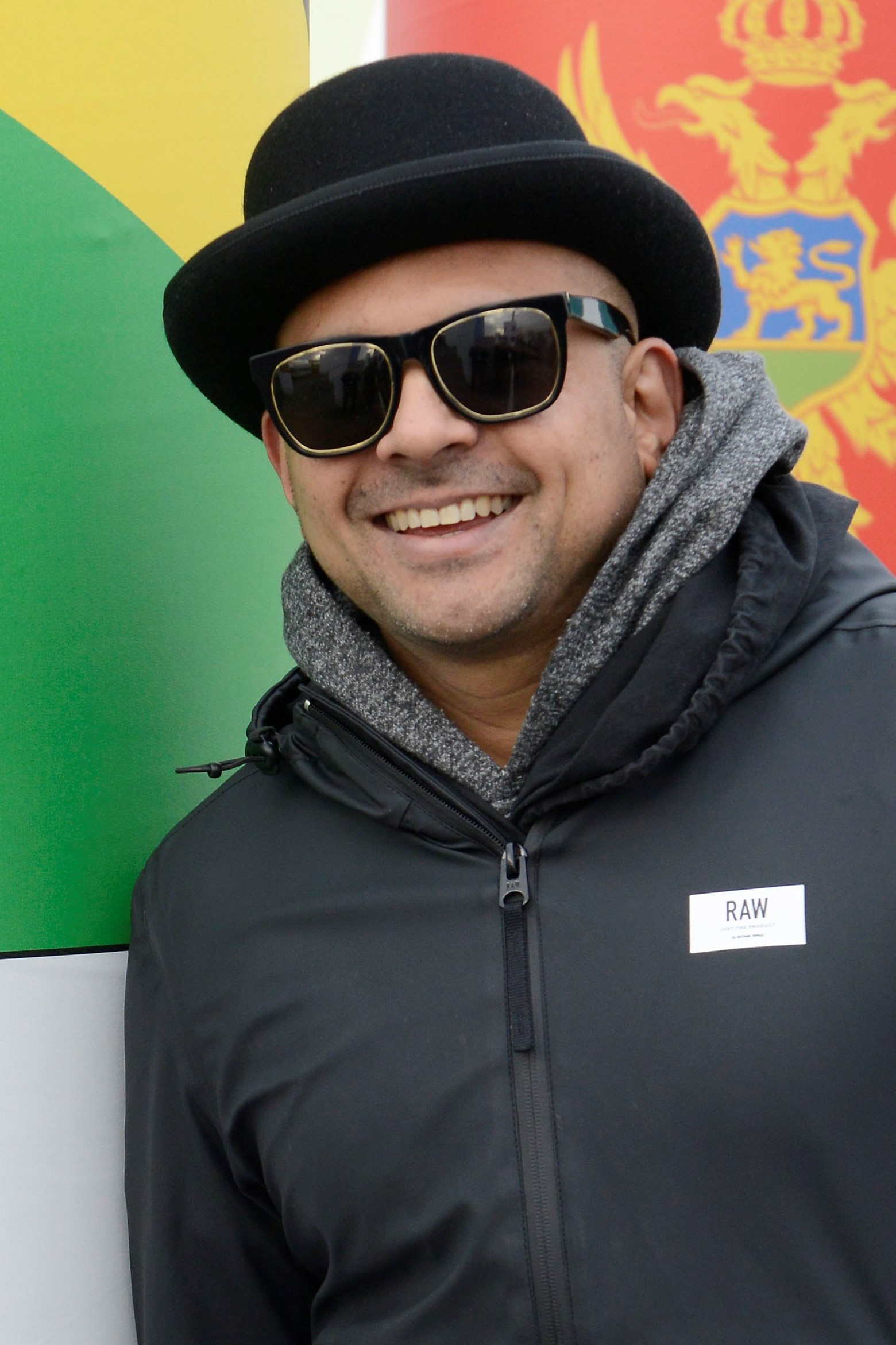
Anitta e Sean Paul (foto) colaboraram em "Fuego".

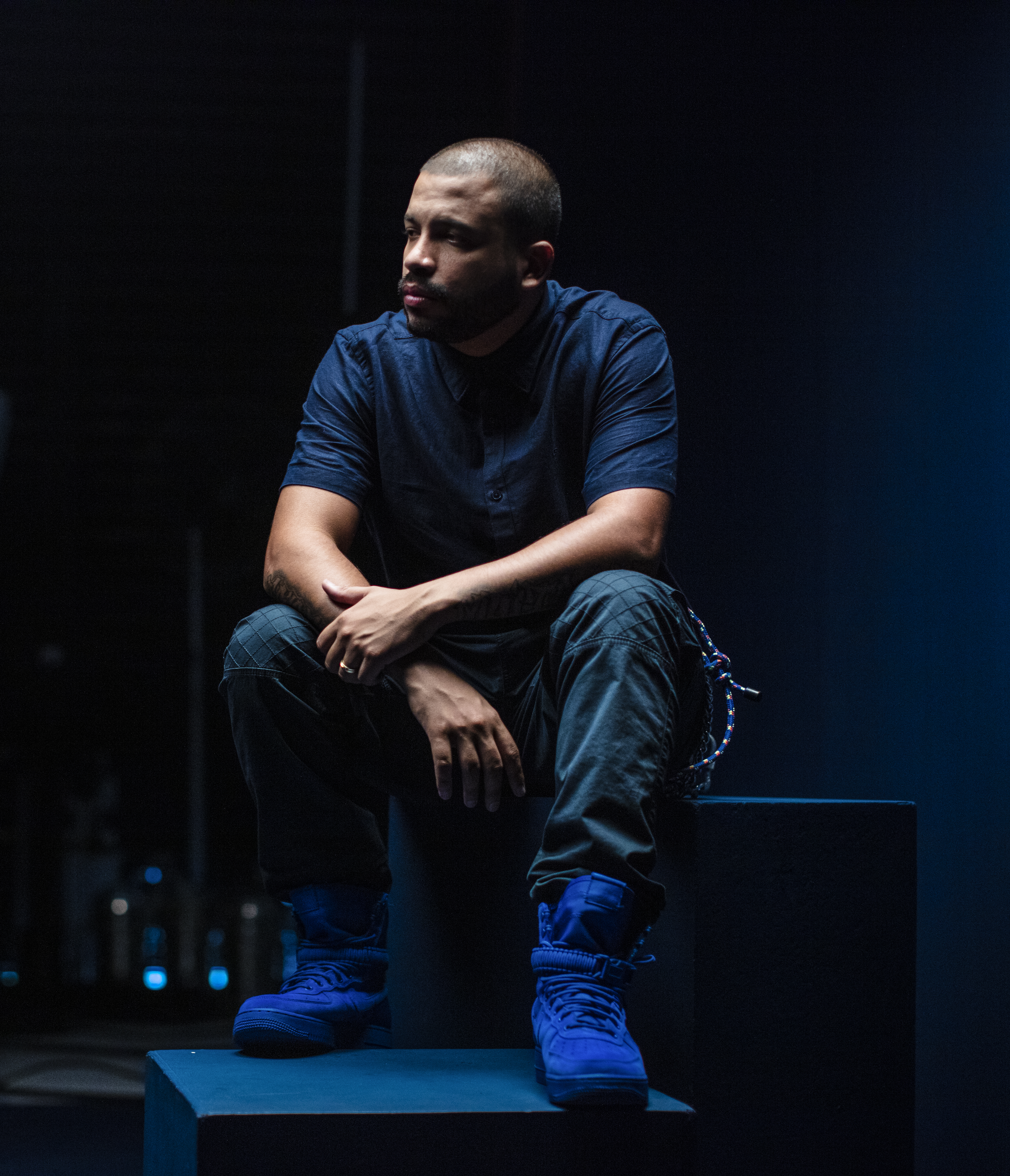
Anitta e Projota (foto) colaboraram em "Mulher", "Faz Parte" e "Cobertor".

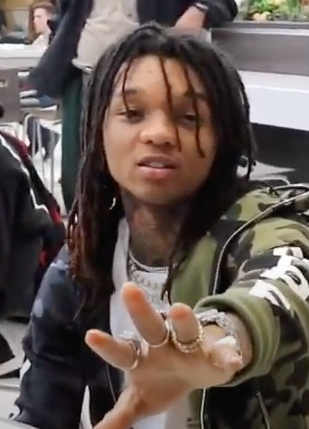
Anitta e Swae Lee (foto) colaboraram em "Poquito".

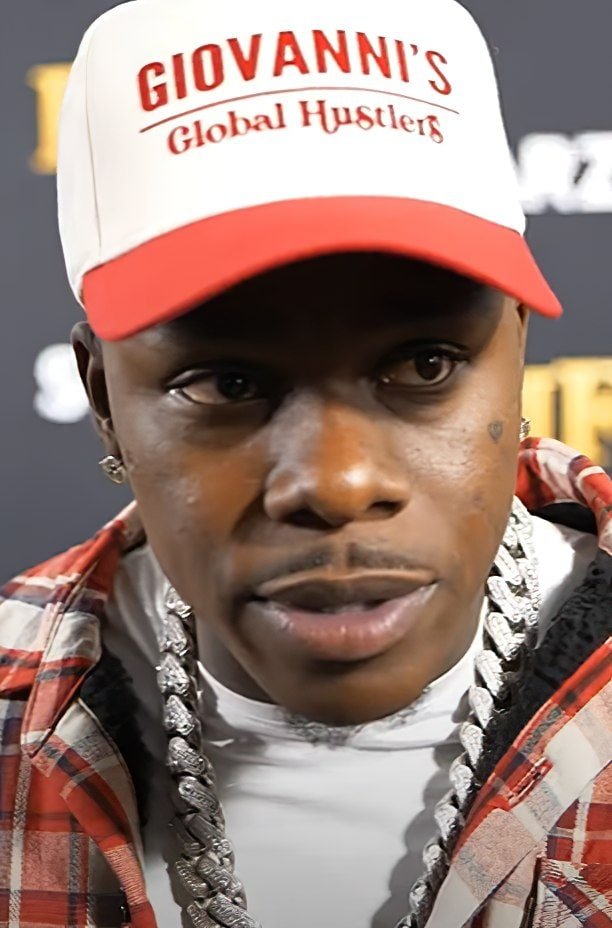
Anitta e DaBaby (foto) colaboraram em "Girl From Rio (Remix)".

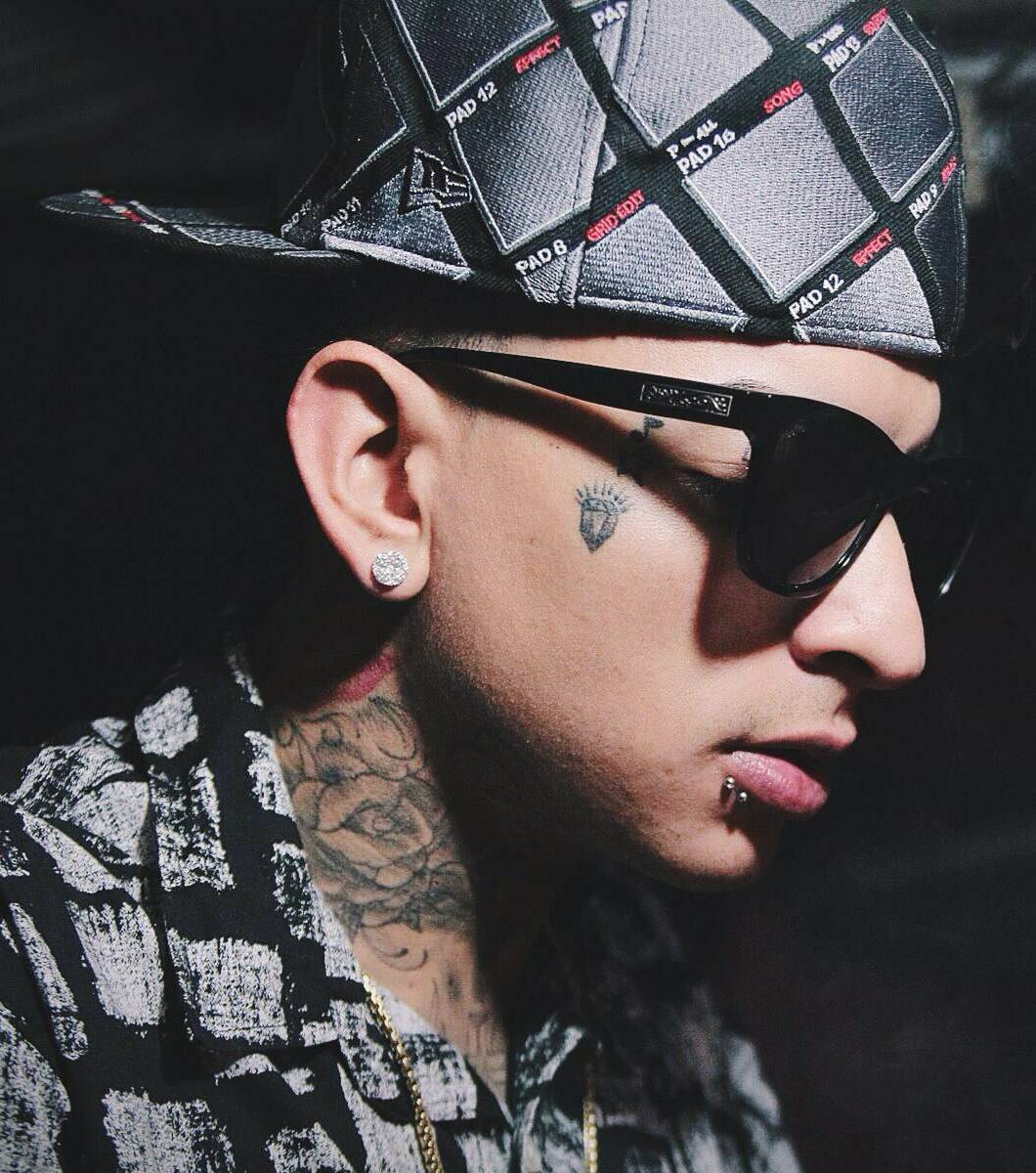
Anitta e MC Guime (foto) colaboraram em "No Meu Talento".

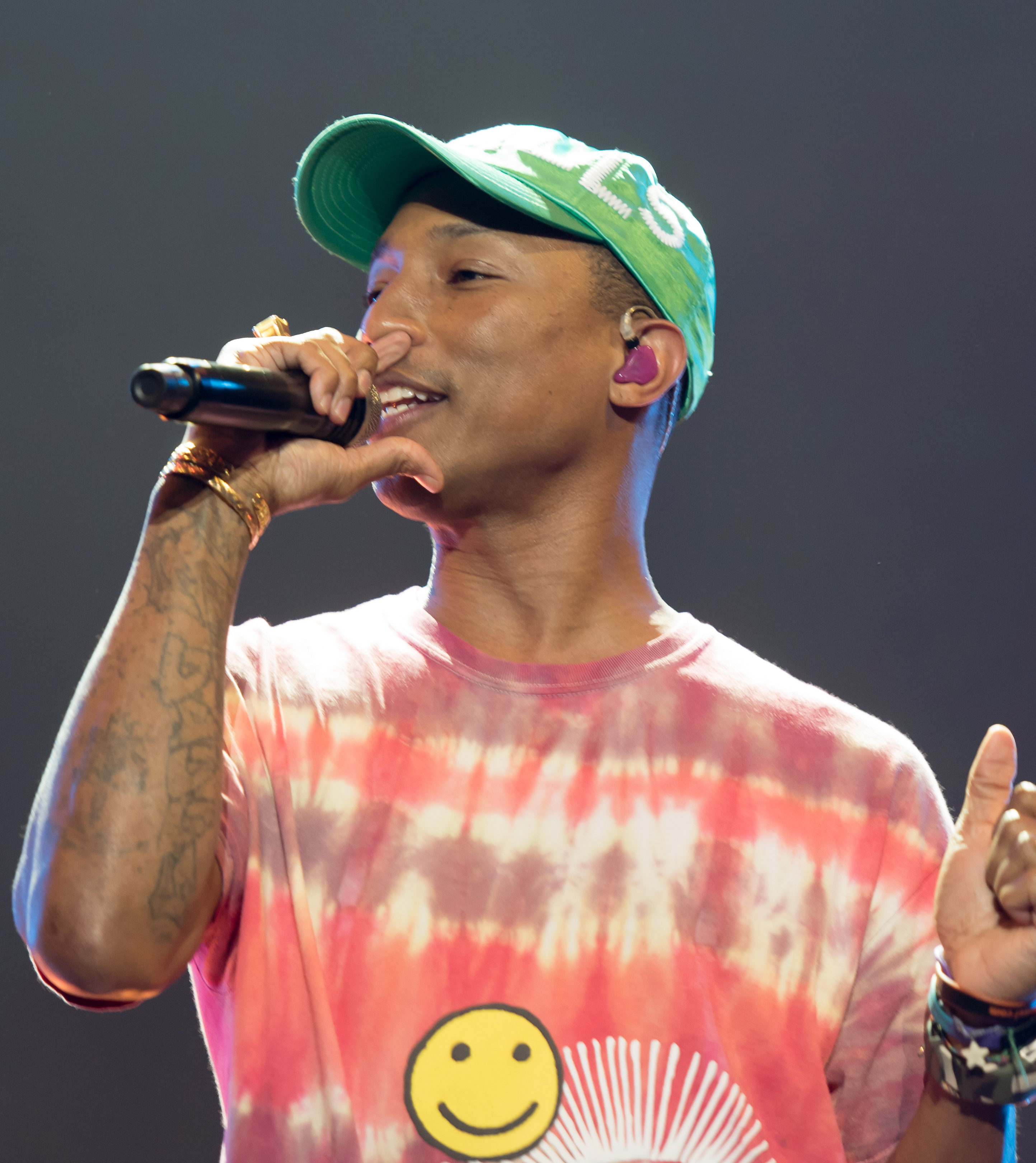
Anitta e Pharrell Williams (foto) colaboraram em "No Más".

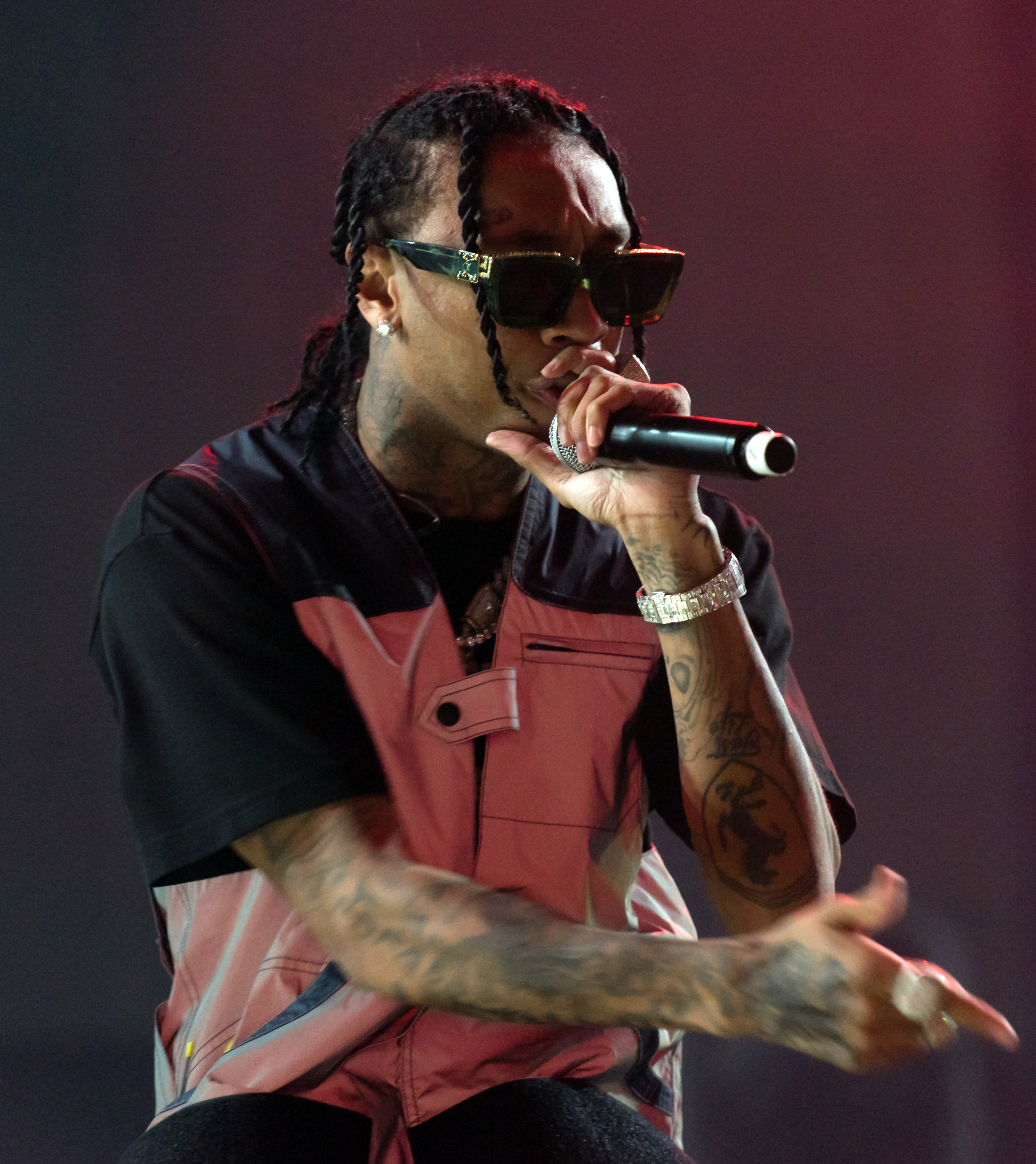
Anitta e Tyga (foto) colaboraram em "Desce Pro Play (Pa Pa Pa)".

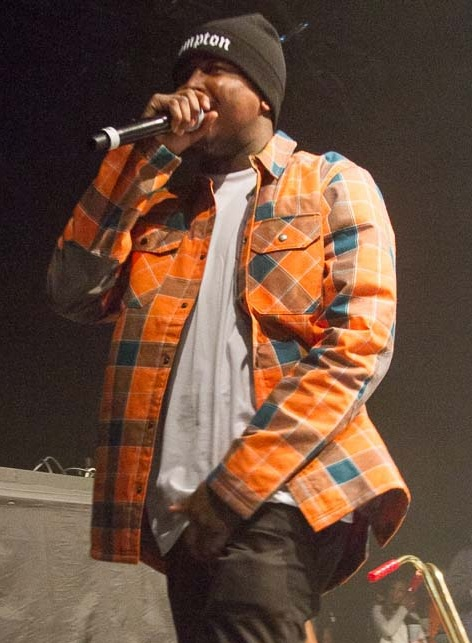
Anitta e YG (foto) colaboraram em "Que Rabão".

| † | Denota lançamento como single             |
| ‡ | Denota lançamento como single promocional |
|   | Denota uma canção que não foi lançada     |

| Canção | Compositor(es) | Álbum                                                  | Ano              | Ref.          |
| --- | --- | ------------------------------------------------------ | ---------------- | ------------- |
| "24 Horas" Papatinho, Anitta e Steve Aoki com particiação de MC Caverinha e Kevin o Chris                     | Papatinho Califfa Shok | Baile do Papato                                        | 2023             | [ 7 ]         |
| "A Festa É Nossa"                                                                                             | — | Canção não lançada                                     | 2014             | [ 8 ]         |
| "A Flor de Rositcha"                                                                                          | Anitta Jefferson Junior Umberto Tavares | Clube da Anittinha 3                                   | 2022             | [ 9 ]         |
| "Ai, Insetos!"                                                                                                | Anitta Jefferson Junior Umberto Tavares | Clube da Anittinha 3                                   | 2022             | [ 9 ]         |
| "Abraçando as Diferenças"                                                                                     | Larissa Machado Jefferson Junior Umberto Tavares | Clube da Anittinha: Músicas da Série de TV Original    | 2018             | [ 6 ]         |
| "Aceita" | Larissa Machado Melony Redondo Jamison Baken DJ Gabriel do Borel Márcio Arantes Diplo                                                                                               | Funk Generation                                        | 2024             | [ 10 ]        |
| "Achei" | Larissa Machado Umberto Tavares Jefferson Junior | Anitta Meu Lugar                                       | 2013             | [ 11 ]        |
| "Africanitta" Carlinhos Brown com participação de Anitta                                                      | Arnaldo Antunes Carlinhos Brown Jorge Drexler Marisa Monte | Semelhantes                                            | 2017             | [ 12 ]        |
| "Ahi" dueto de Anitta e Sam Smith                                                                             | Larissa Machado Sam Smith Gale Jimmy Napes Mikkel Storleer Eriksen Tor Erik Hermansen                                                                                               | Funk Generation                                        | 2024             | [ 10 ]        |
| "Ai Papai" com participação de MC Danny e Hitmaker                                                            | André Vieira Pedro Breder Klismman Romeu R3 Talia Wallace Vianna | À Procura da Anitta Perfeita                           | 2022             | [ 13 ]        |
| "Alegria" Tiago PZK, Emilia e Anitta                                                                          | Tiago PZK Emilia Anitta | Gotti A                                                | 2024             | [ 14 ]        |
| "Amor Real (Holiday Song)"                                                                                    | Absolutely Roy C Nathaniel Robinson Prince Markie Dee Cory Rooney Kirk Robinson Declan Hoy Larissa Machado                                                                          | Canção sem álbum                                       | 2020             | [ 15 ]        |
| "Ano Novo" Fantástico com Anitta, Ludmilla e MC Gui                                                           | — | Canção não lançada                                     | 2014             | [ 16 ]        |
| "Ao Vivo e A Cores" dueto de Matheus & Kauan e Anitta                                                         | Kauan Lucas Santos Rafael Torres | Intensamente Hoje!                                     | 2018             | [ 17 ]        |
| "Aprendendo Inglês"                                                                                           | Larissa Machado Jefferson Junior Umberto Tavares | Clube da Anittinha: Músicas da Série de TV Original    | 2018             | [ 6 ]         |
| "Aquela Blusa" dueto de Anitta e Jão                                                                          | — | Canção não lançada                                     | —                | [ 18 ]        |
| "Atenção" | Larissa Machado Jefferson Junior Umberto Tavares | Bang!                                                  | 2015             | [ 19 ]        |
| "Atención" | Larissa Machado Iberê Fortes Jhay Cortez Mateo Cano "Tezzel" Vicente Barco | Kisses                                                 | 2019             | [ 20 ]        |
| "Até o Céu" com participação de MC Cabelinho                                                                  | Larissa Machado MC Cabelinho Pablo Bispo Ruxell Sérgio Santos | Canção sem álbum                                       | 2023             | [ 21 ]        |
| "Avisa Lá" com participação de Lexa, Pocah e Rebecca                                                          | André Vieira Pedro Breder Klismman Wallace Vianna Aurélio Ribeiro Martins da Silva Tállia                                                                                           | À Procura da Anitta Perfeita                           | 2022             | [ 13 ]        |
| "Back for More" dueto com TXT                                                                                 | Ryan Tedder Tyler Spry Slow Rabbit Zegon Laudz Rios Anitta | The Dream Chapter: Freefall                            | 2023             | [ 22 ]        |
| "Balinha de Coração" dueto de Pabllo Vittar e Anitta                                                          | Rodrigo Gorky Zebu Maffalda Ruxell Pablo Bispo Raphael Andrade TAP Sounds | Noitada                                                | 2023             | [ 23 ]        |
| "Banana" dueto de Anitta e Becky G                                                                            | Ender Thomas Mario Cáceres Sam Sean SupaDups Tainy Theron Thomas | Kisses                                                 | 2019             | [ 20 ]        |
| "Bang" | Larissa Machado Jefferson Junior Umberto Tavares | Bang!                                                  | 2015             | [ 19 ]        |
| "Bang" versão em inglês                                                                                       | Larissa Machado Jefferson Junior Umberto Tavares | Canção não lançada                                     | 2016             | [ 24 ]        |
| "Beijar à Queima Roupa" Lucas Lucco com participação de Anitta                                                | Lucas Oliveira Flavinho do Kadet Rafinha RSQ Tierry Coringa | Tá Diferente                                           | 2014             | [ 25 ]        |
| "Bellakeo" dueto de Peso Pluma e Anitta                                                                       | Angel Sandoval Hassan Emilio Klabande Laija Jorge Alberto Erazo Juan Daniel Arias Juan Diego Medina Mario Cáceres Omar Jose Pulido Vicaria                                          | Canção sem álbum                                       | 2023             | [ 26 ]        |
| "Bellaquita (Remix)" Dalex e Lenny Tavárez com participação de Anitta, Natti Natasha, Farruko e Justin Quiles | Joshua Mendez BCA Slow Mike Jhon El Diver Rike Music Dalex Lenny Tavárez Anitta Natti Natasha Farruko Dímelo Flow Justin Quiles Keityn                                              | Modo Avión                                             | 2019             | [ 27 ]        |
| "Biquini Vermelhinho" com participação de Costa Gold e Rafinha RSQ                                            | Larissa Machado Rafinha RSQ André Nine Nog Predella Paul Vance | À Procura da Anitta Perfeita                           | 2022             | [ 13 ]        |
| "Blá Blá Blá"                                                                                                 | Larissa Machado Jefferson Junior Umberto Tavares | Meu Lugar Ritmo Perfeito                               | 2014             | [ 28 ]        |
| "Blecaute" Jota Quest com participação de Anitta e Nile Rodgers                                               | Jerry Barnes Márcio Buzelin Nile Rodgers Rogério Flausino Wilson Sideral | Pancadélico                                            | 2017             | [ 29 ]        |
| "Bola Rebola" Tropkillaz, J Balvin e Anitta com participação de MC Zaac                                       | Larissa Machado Hailey Collier José Osorio Balvín JVZEL Laudz Isaac Júnior Zegon | Canção sem álbum                                       | 2019             | [ 30 ]        |
| "Bons Sonhos, Marshmelle"                                                                                     | Anitta Jefferson Junior Umberto Tavares | Clube da Anittinha 3                                   | 2022             | [ 9 ]         |
| "Boom Boom" Akon com participação de Anitta                                                                   | Alejandra Alberti Erika Ender Karloff Larissa Machado Akon | El Negreeto                                            | 2019             | [ 31 ]        |
| "Boys Don't Cry"                                                                                              | Larissa Machado Bibi Bourelly Burns Rami Yacoub Sean Douglas | Versions of Me                                         | 2022             | [ 32 ]        |
| "Brazilera" Rauw Alejandro com participação de Anitta                                                         | Rafa Pabön Colla Sensei Kenobi Sensei Álvaro Díaz Caleb Calloway Anitta Rauw Alejandro Eric Duars                                                                                   | Vice Versa                                             | 2021             | [ 33 ]        |
| "Brincando de Imaginar"                                                                                       | Larissa Machado Umberto Tavares Jefferson Junior | Clube da Anittinha 2: Músicas da Série de TV Original  | 2020             | [ 34 ]        |
| "Cabana Para Um"                                                                                              | Anitta Jefferson Junior Umberto Tavares | Clube da Anittinha 3                                   | 2022             | [ 9 ]         |
| "Cachorro Eu Tenho em Casa"                                                                                   | Larissa Machado Umberto Tavares Jefferson Junior | Anitta Meu Lugar                                       | 2013 /2014       | [ 11 ]        |
| "Calma Amiga Interlude" Pabllo Vittar com participação de Anitta e DJ Ramemes                                 | Pablo Bispo Rodrigo Gorky Zebu Maffalda Pabllo Vittar Larissa Machado DJ Ramemes | Noitada                                                | 2023             | [ 23 ]        |
| "Carimbador Maluco" com participação de Projota e Orquestra Globo                                             | Raul Seixas | Show 50 Anos                                           | 2015             | [ 35 ]        |
| "Casi Casi"                                                                                                   | Larissa Machado Declan Hoy Luiz Claudio Junior Márcio Arantes Melony Redondo | Funk Generation: A Favela Love Story                   | 2023             | [ 36 ]        |
| "Capitán" RVFV, Sfera Ebbasta e Anitta                                                                        | RVFV Sfera Ebbasta Larissa Machado | Canção sem álbum                                       | 2020             | [ 37 ]        |
| "Cena de Novela" WC no Beat com participação de PK, Djonga e Anitta                                           | PK Djonga Larissa Machado | Griff                                                  | 2020             | [ 38 ]        |
| "Chiquita Bacana"                                                                                             | João de Barro | Pancadão das Marchinhas                                | 2014             | [ 39 ]        |
| "Ciúme Pra Cachorro"                                                                                          | Larissa Machado Umberto Tavares Jefferson Junior | Clube da Anittinha 2: Músicas da Série de TV Original  | 2020             | [ 34 ]        |
| "Clube da Anittinha"                                                                                          | Larissa Machado Jefferson Junior Umberto Tavares | Clube da Anittinha: Músicas da Série de TV Original    | 2018             | [ 6 ]         |
| "Clube do Estreller"                                                                                          | Anitta Jefferson Junior Umberto Tavares | Clube da Anittinha 3                                   | 2022             | [ 9 ]         |
| "Cobertor" com participação de Projota                                                                        | José Tiago Sabino Danilo "Dan" Valbusa Pedro "Dash" Caropreso Diego "DH" Silveira                                                                                                   | Ritmo Perfeito Meu Lugar                               | 2014             | [ 28 ]        |
| "Coisinha do Pai"                                                                                             | Almir Guineto Jorge Aragão Luiz Carlos | Sambabook Jorge Aragão, Vol. 3                         | 2016             | [ 40 ]        |
| "Coladinha em Mim" Gustavo Mioto com participação de Anitta                                                   | Gustavo Mioto Theo Andrade Wallace Vianna | Ao Vivo em São Paulo / SP                              | 2017             | [ 41 ]        |
| "Com Que Roupa?"                                                                                              | Noel Rosa | Canção sem álbum                                       | 2016             | [ 42 ]        |
| "Combatchy" Anitta, Lexa e Luísa Sonza com participação de MC Rebecca                                         | André Vieira Pedro Breder Romeu R3 Wallace Vianna | Brasileirinha                                          | 2019             | [ 43 ]        |
| "Complicado" dueto de Vitão e Anitta                                                                          | Victor Carvalho Day Limns Diogo Piçarra Carol Biazin Dan Marcelinho Ferraz Pedro Dash                                                                                               | Ouro                                                   | 2019             | [ 31 ]        |
| "Contatinho" dueto de Léo Santana e Anitta                                                                    | Marco Lima Ed Nobre Diggo | Levada do Gigante                                      | 2019             | [ 44 ]        |
| "Cravo e Canela" com participação de Vitin                                                                    | Jhama Pablo Luiz Bispo | Bang!                                                  | 2015             | [ 19 ]        |
| "Cria de Favela"                                                                                              | Larissa Machado Samantha María Camara Melony Redondo Forest Moore Liana Banks David Arkwright Marty Maro DJ Gabriel do Borel Márcio Arantes Rodrigo Gorky Maffalda Pablo Bispo Zebu | Funk Generation                                        | 2024             | [ 10 ]        |
| "Curativo" | Anitta Jefferson Junior Umberto Tavares | Clube da Anittinha 3                                   | 2022             | [ 9 ]         |
| "Dança Assim" Preto Show com participação de Anitta                                                           | — | Banger                                                 | 2020             | [ 45 ]        |
| "Dançarina (Remix)" Pedro Sampaio com participação de Anitta, Dadju, Nicky Jam e MC Pedrinho                  | Rafinha RSQ Tiakola Jean Rodríguez Chris Chill Nicky Jam MC Pedrinho Seysey Dadju Larissa Machado Maikinho DJ Pedro Sampaio                                                         | Versions of Me (Deluxe)                                | 2022             | [ 46 ]        |
| "Dão Tô Donte"                                                                                                | Larissa Machado Umberto Tavares Jefferson Junior | Clube da Anittinha 2: Músicas da Série de TV Original  | 2020             | [ 34 ]        |
| "Desce pro Play (Pa Pa Pa)" Zaac com participação de Anitta e Tyga                                            | Arthur Marques Bibi Rodrigo Gorkiy Maffalda Zaac Pablo Bispo Tyga Zebu | Canção sem álbum                                       | 2020             | [ 47 ]        |
| "Deixa a Onda Te Levar"                                                                                       | Larissa Machado Jefferson Junior Umberto Tavares | Bang!                                                  | 2015             | [ 19 ]        |
| "Deixa Ele Sofrer"                                                                                            | Larissa Machado Jefferson Junior Umberto Tavares | Bang!                                                  | 2015             | [ 19 ]        |
| "Dever de Casa"                                                                                               | Anitta Jefferson Junior Umberto Tavares | Clube da Anittinha 3                                   | 2022             | [ 9 ]         |
| "Derrotando a Bagunça"                                                                                        | Larissa Machado Umberto Tavares Jefferson Junior | Clube da Anittinha 2: Músicas da Série de TV Original  | 2020             | [ 34 ]        |
| "Double Team" com Brray e Bad Gyal                                                                            | Larissa Machado Brray Bad Gyal Elvin Jesus Roubert-Rodríguez Kenneth Vargas Roberto Félix                                                                                           | Funk Generation                                        | 2024             | [ 10 ]        |
| "Downtown" dueto de Anitta e J Balvin                                                                         | Larissa Machado José Osorio Balvín Alejandro Ramírez Suarez (Sky) Justin Quiles | Checkmate                                              | 2017             | [ 48 ]        |
| "É Mágica, Não É?"                                                                                            | Anitta Jefferson Junior Umberto Tavares | Clube da Anittinha 3                                   | 2022             | [ 9 ]         |
| "É Natal" | Larissa Machado Umberto Tavares Jefferson Junior | Clube da Anittinha 2: Músicas da Série de TV Original  | 2020             | [ 34 ]        |
| "E Se Fosse Você"                                                                                             | Larissa Machado Umberto Tavares Jefferson Junior | Clube da Anittinha 2: Músicas da Série de TV Original  | 2020             | [ 34 ]        |
| "El Que Espera" dueto de Anitta e Maluma                                                                      | Larissa Machado Andy Clay Maluma The Dro1dz Omar Koonze | Versions of Me (Deluxe)                                | 2022             | [ 49 ]        |
| "Ela Não Vale Nada" com Maiara & Maraisa                                                                      | Larissa Machado Cristian Salazar Freddy Montalvo José Carlos Cruz Julio M. González Tavarez                                                                                         | À Procura da Anitta Perfeita                           | 2022             | [ 13 ]        |
| "Entrando no Ritmo"                                                                                           | Larissa Machado Umberto Tavares Jefferson Junior | Clube da Anittinha 2: Músicas da Série de TV Original  | 2020             | [ 34 ]        |
| "Envolver" solo/com Justin Quiles                                                                             | Larissa Machado Cristian Salazar Freddy Montalvo José Carlos Cruz Julio M. González Tavarez                                                                                         | Versions of Me                                         | 2022             | [ 50 ]        |
| "Esconde-Esconde"                                                                                             | Larissa Machado Umberto Tavares Jefferson Junior | Clube da Anittinha 2: Músicas da Série de TV Original  | 2020             | [ 34 ]        |
| "Essa Mina É Louca" com participação de Jhama                                                                 | Jhama Pablo Luiz Bispo | Bang!                                                  | 2015             | [ 19 ]        |
| "Eu Não Vou Embora" DJ Zullu com participação de Anitta e MC G15                                              | Larissa Machado DJ Zullu | Canção sem álbum                                       | 2018             | [ 51 ]        |
| "Eu Sou Assim"                                                                                                | Larissa Machado Umberto Tavares Jefferson Junior | Anitta Meu Lugar                                       | 2013 /2014       | [ 11 ]        |
| "Eu Sou do Tipo"                                                                                              | Larissa Machado Wallace Vianna André Vieira | Bang!                                                  | 2015             | [ 19 ]        |
| "Eu Vou Ficar"                                                                                                | Batutinha | Anitta (EP) Anitta (álbum) Meu Lugar                   | 2010 /2012 /2014 | [ 53 ]        |
| "Facinho" Silva com participação de Anitta                                                                    | Lúcio Silva Lucas Silva | Cinco                                                  | 2020             | [ 54 ]        |
| "Faking Love" com participação de Saweetie                                                                    | Larissa Machado Kaine Mauricio Rengifo Ryan Tedder Diamonté Harper | Versions of Me                                         | 2021             | [ 50 ]        |
| "Favela Chegou" dueto de Ludmilla e Anitta                                                                    | André Vieira Pedro Breder Tállia Wallace Vianna | Hello Mundo                                            | 2019             | [ 55 ]        |
| "Faz Gostoso" Madonna com participação de Anitta                                                              | Blaya MC Zuka Tyoz No Maka Stego Emanuel Oliveira Duarte Carvalho Madonna | Madame X                                               | 2019             | [ 56 ] [ 57 ] |
| "Faz Parte" Projota com participação de Anitta                                                                | Pedro "Dash" Caropreso José Tiago Sabino Rodrigo Marques | 3Fs                                                    | 2016             | [ 58 ]        |
| "Felicidade" Psirico com participação de Anitta                                                               | Márcio Victor | Nada nos Separa: Ao Vivo 15 Anos                       | 2016             | [ 59 ]        |
| "Fica Só Olhando"                                                                                             | Batutinha | Anitta (EP) Anitta (álbum) Meu Lugar                   | 2012 /2014       | [ 11 ]        |
| "Fica Tudo Bem" dueto de Silva e Anitta                                                                       | Lúcio Silva Lucas Silva | Brasileiro                                             | 2018             | [ 60 ]        |
| "Ficar de Bem"                                                                                                | Larissa Machado Jefferson Junior Umberto Tavares | Clube da Anittinha: Músicas da Série de TV Original    | 2018             | [ 6 ]         |
| "Finalmente Praia"                                                                                            | Larissa Machado Umberto Tavares Jefferson Junior | Clube da Anittinha 2: Músicas da Série de TV Original  | 2020             | [ 34 ]        |
| "Floresta Mal-Assombrada"                                                                                     | Larissa Machado Jefferson Junior Umberto Tavares | Clube da Anittinha: Músicas da Série de TV Original    | 2018             | [ 6 ]         |
| "Fria" | — | Funk Generation                                        | 2024             | [ 10 ]        |
| "Fuego" DJ Snake, Sean Paul e Anitta com participação de Tainy                                                | Camilo Echeverry Cris Chil Marco Masis Mike Sabath William Grigahcine | Carte Blanche                                          | 2019             | [ 61 ]        |
| "Fui Eu" | Larissa Machado Umberto Tavares Jefferson Junior | Clube da Anittinha 2: Músicas da Série de TV Original  | 2020             | [ 34 ]        |
| "Fundo do Mar"                                                                                                | Larissa Machado Umberto Tavares Jefferson Junior | Clube da Anittinha 2: Músicas da Série de TV Original  | 2020             | [ 34 ]        |
| "Funk Rave"                                                                                                   | Larissa Machado Gabriel do Borel Diplo Márcio Arantes Melony Redondo | Funk Generation: A Favela Love Story Funk Generation   | 2023             | [ 62 ]        |
| "Furiosa" | Aldae Tobias Wincorn Jon Wienner Sam Homaee Bulee Gaillard Ale Alberti | F9: The Fast Saga (Original Motion Picture Soundtrack) | 2021             | [ 63 ]        |
| "Gata" com participação de Chencho Corleone                                                                   | Larissa Machado Abby Keen Chencho Corleone Edwin Vasquez Vega Everton Bonner John Taylor Lloyd Willis Orlando Valle Sly Dunbar                                                      | Versions of Me                                         | 2022             | [ 64 ]        |
| "Gente Grande"                                                                                                | Larissa Machado Umberto Tavares Jefferson Junior | Clube da Anittinha 2: Músicas da Série de TV Original  | 2020             |               |
| "Get to Know Me" dueto de Anitta e Alesso                                                                     | Larissa Machado Alessandro Lindblad Ale Alberti DVPL Sweet Talker | Kisses                                                 | 2019             | [ 20 ]        |
| "Gimme Your Number" dueto de Anitta e Ty Dolla Sign                                                           | Abby Keen Alexander Izquierdo Daecolm Holland Patrizio Pigliapoco Ritchie Valens Tyrone Griffin                                                                                     | Versions of Me                                         | 2022             | [ 65 ]        |
| "Ginza (Anitta Remix)" J Balvin com participação de Anitta                                                    | José Osorio Balvín Alejandro Ramírez Suárez (Sky) Alejandro "Mosty" Patiño Rene David Cano Rios Salomón Villada Hoyos Larissa Machado                                               | Energía (Brazil Edition)                               | 2016             | [ 66 ]        |
| "Girl from Rio" solo/com participação de DaBaby                                                               | Vinicius de Moraes Norman Gimbel Tom Jobim Larissa Machado Gale Raye Mikkel Storleer Tor Erik Hermansen DaBaby (remix)                                                              | Versions of Me                                         | 2021             | [ 67 ]        |
| "Give Me the Night"                                                                                           | — | Canção não lançada                                     | 2014             | [ 68 ]        |
| "Goals" | Pharrell Williams | Solo                                                   | 2018             | [ 69 ]        |
| "Gosto Assim" com participação de Dubeat                                                                      | Larissa Machado Dubeat DJ Kalfani | Bang!                                                  | 2015             | [ 19 ]        |
| "Grip" | — | Funk Generation                                        | 2024             | [ 10 ]        |
| "Hoje Eu Sonhei com Você" Harmonia do Samba com participação de Anitta                                        | Xanddy Anitta Júnior Maceió | Tá no DNA                                              | 2016             | [ 70 ]        |
| "Hora do Soninho"                                                                                             | Larissa Machado Jefferson Junior Umberto Tavares | Clube da Anittinha: Músicas da Série de TV Original    | 2018             | [ 6 ]         |
| "I'd Rather Have Sex"                                                                                         | Ben Free Julian Bunetta Marco Borrero Sherwyn Nichols Tia Scola | Versions of Me                                         | 2022             | [ 71 ]        |
| "Indecente"                                                                                                   | DJ Yuri Martins DVLP Fuego Luyo Justin Quiles | Canção sem álbum                                       | 2018             | [ 72 ]        |
| "Is That for Me" dueto de Alesso e Anitta                                                                     | Alessandro Lindblad Larissa Machado Jason Boyd | Checkmate                                              | 2017             | [ 73 ]        |
| "Já é Carnaval?"                                                                                              | Anitta Jefferson Junior Umberto Tavares | Clube da Anittinha 3                                   | 2022             | [ 9 ]         |
| "Jacuzzi" dueto de Greeicy e Anitta                                                                           | Greeicy Rendón David Jesus Tovar Fernandez Francisco Javier Santofimio Ceballos Leonardo Gutierrez Mario Caceres Reggi El Autentico                                                 | Baila                                                  | 2018             | [ 74 ]        |
| "Janelinha"                                                                                                   | Anitta Jefferson Junior Umberto Tavares | Clube da Anittinha 3                                   | 2022             | [ 9 ]         |
| "Jantar em Família"                                                                                           | Anitta Jefferson Junior Umberto Tavares | Clube da Anittinha 3                                   | 2022             | [ 9 ]         |
| "Joga Essa Potranca" Gabriel do Borel com participação de Anitta                                              | Larissa Machado Gabriel do Borel | Canção sem álbum                                       | 2020             | [ 75 ]        |
| "Joga Pra Lua" com DENNIS e Pedro Sampaio                                                                     | DENNIS Pedro Sampaio Fernando Ps Gabriel Cantini Shylton Fernandes | Funk Generation                                        | 2024             | [ 76 ]        |
| "Jogação" dueto de Anitta e Psirico                                                                           | Larissa Machado Márcio Victor | Canção sem álbum                                       | 2020             | [ 77 ]        |
| "Juego" | Larissa Machado DVLP Jhay Cortez Alejandro Ramírez Suarez (Sky) | Kisses                                                 | 2019             | [ 20 ]        |
| "La Loto" Tini, Becky G e Anitta                                                                              | Andrés Torres Tini Elena Rose El Dandee Larissa Machado Becky G | Cupido                                                 | 2022             | [ 78 ]        |
| "La Mamá de la Mamá (Remix)" El Alfa com participação de Anitta, Busta Rhymes, DJ, El Cherry Scom e Wisin     | Busta Rhymes Wisin Chael Produciendo CJ El Alfa El Cherry Scom Larissa Machado | Canção sem álbum                                       | 2021             | [ 79 ]        |
| "Lava Lava"                                                                                                   | Larissa Machado Umberto Tavares Jefferson Junior | Clube da Anittinha 2: Músicas da Série de TV Original  | 2020             | [ 34 ]        |
| "Lobby" dueto de Anitta e Missy Elliott                                                                       | Larissa Machado Michael Pollack Missy Elliott Nija Ryan Tedder Zach Skelton | Versions of Me (Deluxe)                                | 2022             | [ 80 ]        |
| "Loco" | Larissa Machado DVLP GALE Iberê Maravalha Fortes | Canção sem álbum                                       | 2021             | [ 81 ]        |
| "Lose Ya Breath"                                                                                              | — | Funk Generation                                        | 2024             | [ 10 ]        |
| "Love in Common"                                                                                              | — | Funk Generation                                        | 2024             | [ 10 ]        |
| "Love Me, Love Me"                                                                                            | Larissa Machado Carolina Colón Juarbe Charlie Handsome | Versions of Me                                         | 2022             | [ 82 ]        |
| "Love You" | Larissa Machado Jon Spencer Mike Sabath Rachel Keen | Versions of Me                                         | 2022             | [ 83 ]        |
| "Língua do Quê?"                                                                                              | Anitta Jefferson Junior Umberto Tavares | Clube da Anittinha 3                                   | 2022             | [ 9 ]         |
| "Little Square UBitchU" Snoop Dogg com participação de Anitta                                                 | Calvin Broadus, Jr. Larissa Machado | I Wanna Thank Me                                       | 2019             | [ 84 ]        |
| "Loka" Simone & Simaria com participação de Anitta                                                            | Simone Mendes Simaria Mendes Kayky Ventura Rafinha RSQ | Duetos                                                 | 2017             | [ 85 ]        |
| "Lua de Fases"                                                                                                | Anitta Jefferson Junior Umberto Tavares | Clube da Anittinha 3                                   | 2022             | [ 9 ]         |
| "Luxo" Solange Almeida com participação de Anitta                                                             | André Vieira don | Sentimento de Mulher                                   | 2017             | [ 86 ]        |
| "Macetar" | Rafinha RSQ Larissa Machado Junior Gomes Lucas Medeiros Rafinha RSQ Shylton Fernandes                                                                                               | À Procura da Anitta Perfeita                           | 2022             | [ 13 ]        |
| "Machika" com J Balvin e Jeon                                                                                 | José Osorio Balvín Alejandro Ramírez Suárez (Sky) Clyde Sergio Narain Jonathan Bryan Thiel Larissa Machado                                                                          | Vibras                                                 | 2018             | [ 87 ]        |
| "Mais Uma" com Zaac, DJ Yuri Martins e participação de Zain                                                   | Zaac Zain Yuri Martins | Canção sem álbum                                       | 2023             | [ 88 ]        |
| "Make It Hot" dueto de Major Lazer e Anitta                                                                   | Larissa Machado Thomas Pentz Boaz Beatz Justin Quiles Nija Charles Robin "YODA" P. Francesco                                                                                        | Canção sem álbum                                       | 2019             | [ 89 ]        |
| "Mala Mía" (Remix) com Maluma e Becky G                                                                       | Juan Londoño Arias Bryan Lezcano Chaverra Johany Alejandro Correa Kevin Mauricio Jiménez Londoño Servando Primera Stiven Rojas Édgar "Edge" Barrera                                 | Canção sem álbum                                       | 2018             | [ 90 ]        |
| "Maninhos" | Anitta Jefferson Junior Umberto Tavares | Clube da Anittinha 3                                   | 2022             | [ 9 ]         |
| "Mão na Cabeça"                                                                                               | Larissa Machado Jefferson Junior Umberto Tavares | Clube da Anittinha: Músicas da Série de TV Original    | 2018             | [ 6 ]         |
| "Maria Elegante" com participação de Afro B                                                                   | Larissa Machado Abby Keen Dashawn White Donny Flores Joseph Charles Juan Jose Arias Castaneda Osmar Escobar Ross-Emmanuel Bayeto Santiago Naranjo López                             | Versions of Me                                         | 2022             | [ 91 ]        |
| "Marshmelle e o Celular"                                                                                      | Anitta Jefferson Junior Umberto Tavares | Clube da Anittinha: Músicas da Série de TV Original    | 2018             | [ 6 ]         |
| "Mas Eu Quero Tanto"                                                                                          | Larissa Machado Umberto Tavares Jefferson Junior | Clube da Anittinha 2: Músicas da Série de TV Original  | 2020             | [ 34 ]        |
| "Me Gusta" com participação de Cardi B e Myke Towers                                                          | Larissa Machado Michael Torres Belcalis Almánzar Andres Torres Carolina Isabel Colón Juarbe Mauricio Rengifo Messiah Rafa Dias Ryan Tedder Wallace Chibatinha                       | Versions of Me                                         | 2020             | [ 92 ] [ 93 ] |
| "Me Gusta (Remix)" com participação de Cardi B e 24kGoldn                                                     | Larissa Machado Michael Torres Belcalis Almánzar Andres Torres Carolina Isabel Colón Juarbe Mauricio Rengifo Messiah Rafa Dias Ryan Tedder Wallace Chibatinha 24kGoldn              | Canção sem álbum                                       | 2020             | [ 94 ]        |
| "Me Leva a Sério"                                                                                             | José Tiago Sabino | Bang!                                                  | 2015             | [ 19 ]        |
| "Medicina" | Larissa Machado Andy Clay Jon Leone Mario Cáceres Mauricio Montaner | Canção sem álbum                                       | 2018             | [ 95 ]        |
| "Meiga e Abusada"                                                                                             | Larissa Machado Claudia R. Araújo Jefferson Junior | Anitta (EP) Anitta (álbum) Meu Lugar                   | 2012 /2014       | [ 11 ]        |
| "Mel" dueto de Anitta e Wesley Safadão                                                                        | Junior Gomes Rafinha RSQ Shylton Fernandes Lucas Medeiros | À Procura da Anitta Perfeita                           | 2022             | [ 13 ]        |
| "Meme" | — | Funk Generation                                        | 2024             | [ 10 ]        |
| "Menina Má"                                                                                                   | Larissa Machado | Anitta (EP) Anitta (álbum) Meu Lugar                   | 2012 /2014       | [ 11 ]        |
| "Meu Mel" com Melim                                                                                           | Diogo Melim Gabriela Melim Pablo Bispo Rodrigo Melim Ruxell Sérgio Santos | Brasileirinha                                          | 2019             | [ 96 ]        |
| "Mi Niña (Remix)" Wisin, Myke Towers e Maluma com participação Anitta e Los Legendarios                       | Cris Chil Chalko Linares YannC El Armónico Hyde “El Verdadero Quimico” Siggy Rafy Legendario Marc Legendario Larissa Machado Maluma Myke Towers Wisin                               | Canção sem álbum                                       | 2021             | [ 97 ]        |
| "Mil Veces"                                                                                                   | Benjamin Falik DJ Gabriel do Borel Elvin Jesus Roubert-Rodriguez Jorge Luiz Perez Jr. Larissa Machado Marcio Arantes Pedro Wider Malcher Samantha María Camara                      | Funk Generation                                        | 2023             | [ 98 ]        |
| "Mil Vezes (Remix)" dueto de Anitta e Melody                                                                  | Bella Angel Benjamin Falik DJ Gabriel do Borel Elvin Jesus Roubert-Rodriguez Jorge Luiz Perez Jr. Larissa Machado Marcio Arantes Pedro Wider Malcher Samantha María Camara          | Canção sem álbum                                       | 2024             | [ 99 ]        |
| "Modo Turbo" Luísa Sonza com participação de Pabllo Vittar e Anitta                                           | Luísa Sonza Diego Timbó Rafinha RSQ Arthur Marques | Doce 22                                                | 2020             | [ 100 ]       |
| "Mon Soleil" Dadju com participação de Anitta                                                                 | Dadju Larissa Machado | Canção sem álbum                                       | 2021             | [ 101 ]       |
| "Monstrão" dueto de Dennis e Anitta                                                                           | Breno Major Cantini Dennis Kalew Soares Suheldo Lima | Canção sem álbum                                       | 2023             | [ 102 ]       |
| "Montando a Poderosa"                                                                                         | Larissa Machado Umberto Tavares Jefferson Junior | Clube da Anittinha 2: Músicas da Série de TV Original  | 2020             | [ 34 ]        |
| "Mother's Daughter" / "Boys Don't Cry" Miley Cyrus com participação de Anitta                                 | Miley Cyrus Andrew Wyatt Alma Bibi Bourelly Burns Rami Sean Dougla Larissa Machado                                                                                                  | Attention: Miley Live                                  | 2022             | [ 103 ]       |
| "Movimento da Sanfoninha"                                                                                     | DJ Pimpa Rafael Castilhol | Meu Lugar                                              | 2014             | [ 104 ]       |
| "Mudanças" | Larissa Machado Umberto Tavares Jefferson Junior | Clube da Anittinha 2: Músicas da Série de TV Original  | 2020             | [ 34 ]        |
| "Muito Calor" dueto de Ozuna e Anitta                                                                         | — | Canção sem álbum                                       | 2019             | [ 105 ]       |
| "Mulher" com participação de Projota                                                                          | José Tiago Sabino Marlos Vinicius (Mayk) | Ritmo Perfeito Meu Lugar                               | 2014             | [ 28 ]        |
| "Música de Amor"                                                                                              | Anitta Jefferson Junior Umberto Tavares | Ritmo Perfeito Meu Lugar                               | 2014             | [ 28 ]        |
| "Na Batida"                                                                                                   | Anitta Jefferson Junior Umberto Tavares | Ritmo Perfeito Meu Lugar                               | 2014             | [ 28 ]        |
| "Na Maldade" Sorriso Maroto com participação de Anitta                                                        | — | Sorriso Eu Gosto: Ao Vivo no Maracanãzinho             | 2014             | [ 106 ]       |
| "Namorado" Ferrugem com participação de Anitta                                                                | Bruno Brito Pedro Felipe Rapha Oliveira | Climatizar                                             | 2015             | [ 107 ]       |
| "Não Dá Pra Segurar"                                                                                          | Larissa Machado Umberto Tavares Jefferson Junior | Clube da Anittinha 2: Músicas da Série de TV Original  | 2020             | [ 34 ]        |
| "Não Para" | Anitta | Anitta Meu Lugar                                       | 2013/ 2014       | [ 11 ]        |
| "Não Perco Meu Tempo"                                                                                         | Larissa Machado Danilo "Dan" Valbusa Pedro "Dash" Caropreso Juan Frias Day Limns Gabi IAD                                                                                           | Solo                                                   | 2018             | [ 69 ]        |
| "No Chão Novinha" dueto de Anitta e Pedro Sampaio                                                             | Larissa Machado Delano Maikinho DJ Pedro Sampaio | Chama Meu Nome                                         | 2021             | [ 108 ]       |
| "No Chão Novinha (Spotify Singles)" Anitta e Pedro Sampaio com participação de DJ Méury                       | Larissa Machado Delano Maikinho DJ Pedro Sampaio | Canção sem álbum                                       | 2022             | [ 109 ]       |
| "No Más" Murda Beatz com participação de J Balvin, Quavo, Pharrell Williams e Anitta                          | Pharrell Williams Larissa Machado Quavo J Balvin Murda Beatz | Keep God First 2                                       | 2022             | [ 110 ]       |
| "No Meu Talento"                                                                                              | Anitta Jefferson Junior Umberto Tavares Guilherme Dantas (remix) | Ritmo Perfeito Meu Lugar                               | 2014             | [ 28 ]        |
| "Nosso Corpo é Animal"                                                                                        | Larissa Machado Umberto Tavares Jefferson Junior | Clube da Anittinha 2: Músicas da Série de TV Original  | 2020             | [ 34 ]        |
| "Nu" com Hitmaker                                                                                             | André Vieira Pedro Breder Bárbara Dias Klismman Romeu R3 Tállia Wallace Vianna | Canção sem álbum                                       | 2023             | [ 111 ]       |
| "O Amor Tá Aí" Neymar Jr. com participação de Anitta e vários artistas                                        | Glauco Zulu Marcelo Marrom Neymar Jr. Thiago Beatriz | Canção sem álbum                                       | 2015             | [ 112 ]       |
| "O Jogo Virou"                                                                                                | Anitta Jefferson Junior Umberto Tavares | Clube da Anittinha 3                                   | 2022             | [ 9 ]         |
| "O Mistério do Bolinho"                                                                                       | Anitta Jefferson Junior Umberto Tavares | Clube da Anittinha 3                                   | 2022             | [ 9 ]         |
| "O Retorno de Tretta"                                                                                         | Anitta Jefferson Junior Umberto Tavares | Clube da Anittinha 3                                   | 2022             | [ 9 ]         |
| "O Que É, O Que É?"                                                                                           | Larissa Machado Umberto Tavares Jefferson Junior | Clube da Anittinha 2: Músicas da Série de TV Original  | 2020             | [ 34 ]        |
| "Onda Diferente" Anitta, Ludmilla e Snoop Dogg com participação de Papatinho                                  | Ludmilla Oliveira Calvin Broadus, Jr. | Kisses                                                 | 2019             | [ 20 ]        |
| "Pa' Lante" com Alex Sensation e Luis Fonsi                                                                   | Javier Salazar John Paul Jonathan Bryan Thiel Stefan Bartels-Daal | Canção sem álbum                                       | 2019             | [ 113 ]       |
| "Paciência de Vó"                                                                                             | Larissa Machado Umberto Tavares Jefferson Junior | Clube da Anittinha 2: Músicas da Série de TV Original  | 2020             | [ 34 ]        |
| "Palavras Mágicas"                                                                                            | Larissa Machado Umberto Tavares Jefferson Junior | Clube da Anittinha 2: Músicas da Série de TV Original  | 2020             | [ 34 ]        |
| "Paloma" Fred De Palma com participação de Anitta                                                             | Federica Abbate Fred De Palma Gianluca Ciccorelli | Unico                                                  | 2020             | [ 114 ]       |
| "Pantera" | Elof Loelv Andrés Torres Mauricio Rengifo Pablo Christian Fuentes Alyssa Lourdiz Cantu Anitta Umberto Tavares                                                                       | Charlie's Angels: Original Motion Picture Soundtrack   | 2019             | [ 115 ]       |
| "Parabéns" | Larissa Machado Umberto Tavares Jefferson Junior | Clube da Anittinha 2 (Músicas da Série de TV Original) | 2020             | [ 34 ]        |
| "Paradinha"                                                                                                   | Anitta Jefferson Junior Umberto Tavares | Canção sem álbum                                       | 2017             | [ 116 ]       |
| "Parei" | Anitta Jefferson Junior Umberto Tavares | Bang!                                                  | 2015             | [ 19 ]        |
| "Pilantra" dueto de Jão e Anitta                                                                              | Jão Anitta Zebu Pedro Tofani | Canção sem álbum                                       | 2023             | [ 117 ]       |
| "Pegando Fogo" Anitta com participação de Matheus & Kauan e Psirico                                           | Anitta Jefferson Junior Umberto Tavares | Canção não lançada                                     | 2018             | [ 118 ]       |
| "Perdendo a Mão" com Seakret e Jojo Maronttinni                                                               | Larissa Machado Danilo "Dan" Valbusa Pedro "Dash" Caropreso | Canção sem álbum                                       | 2018             | [ 119 ]       |
| "Perigosa" | Rita Lee Roberto de Carvalho Nelson Motta | A Força do Querer, Vol. 2                              | 2017             | [ 120 ]       |
| "Plantando Mistério"                                                                                          | Anitta Jefferson Junior Umberto Tavares | Clube da Anittinha 3                                   | 2022             | [ 9 ]         |
| "Pode Chegar" com participação de Nego do Borel                                                               | Anitta Jefferson Junior Umberto Tavares | Bang!                                                  | 2015             | [ 19 ]        |
| "Pode Parar" Anitta com participação de Marília Mendonça e Nego do Borel                                      | Anitta Jefferson Junior Umberto Tavares | Canção não lançada                                     | 2018             | [ 121 ]       |
| "Porta do Centro da Terra"                                                                                    | Mãozinha R. Araújo Raoni Carneiro | Meu Lugar                                              | 2014             | [ 104 ]       |
| "Poquito" dueto de Anitta e Swae Lee                                                                          | Alyssa Lourdiz Michael Matosic Ryan Ogren Khalif Malik Brown | Kisses                                                 | 2019             | [ 20 ]        |
| "Pra Todas Elas" DJ Tubarão com participação de Maneirinho e Anitta                                           | Anitta Jefferson Junior Umberto Tavares | Faz a Festa Funk                                       | 2016             | [ 122 ]       |
| "Practice" com participação de A$AP Ferg & Harv                                                               | Tayla Parx Maya Kurchner A$AP Ferg JulesTheWulf Remy | Versions of Me (Deluxe)                                | 2022             | [ 123 ]       |
| "Prepata, Poderosa!"                                                                                          | Anitta Jefferson Junior Umberto Tavares | Clube da Anittinha 3                                   | 2022             | [ 9 ]         |
| "Príncipe de Vento"                                                                                           | Anitta Umberto Tavares Jefferson Junior | Anitta Meu Lugar                                       | 2013 /2014       | [ 11 ]        |
| "Proibidona" Gloria Groove com participação de Anitta e Valesca Popozuda                                      | Gloria Groove Ruxell Pablo Bispo TAP Sounds Multi | Futuro Fluxo                                           | 2023             | [ 124 ]       |
| "Proposta" | Batutinha | Anitta (EP) Anitta (álbum) Meu Lugar                   | 2012 /2014       | [ 11 ]        |
| "Pura Malandragem" Anitta com participação de Belo e Harmonia do Samba                                        | Anitta Jefferson Junior Umberto Tavares | Canção não lançada                                     | 2018             | [ 125 ]       |
| "Puta Cara"                                                                                                   | — | Funk Generation                                        | 2024             | [ 10 ]        |
| "Que Rabão" Anitta, YG, Papatinho & MC Kevin o Chris com participação de Mr. Catra                            | MC Copinho Kevin Oliveira Wagner Costa Papatinho Keenon Jackson | Versions of Me                                         | 2022             | [ 126 ]       |
| "Quem Avisa Amigo É"                                                                                          | Anitta Jefferson Junior Umberto Tavares | Clube da Anittinha 3                                   | 2022             | [ 9 ]         |
| "Quem Cochicha o Rabo Espicha"                                                                                | Anitta Jefferson Junior Umberto Tavares | Clube da Anittinha 3                                   | 2022             | [ 9 ]         |
| "Quem Sabe"                                                                                                   | Le Tícia | Ritmo Perfeito Meu Lugar                               | 2014             | [ 28 ]        |
| "R.I.P." Sofía Reyes com participação de Rita Ora e Anitta                                                    | Sofía Reyes Rita Ora Chaz William Mishan David Delazyn Tainy Shari Lynn Short Omar Tavarez Thomas Augusto                                                                           | Mal De Amores                                          | 2019             | [ 127 ]       |
| "Rave de Favela" com MC Lan e Major Lazer                                                                     | Larissa Machado Thomas Pentz Eric Alberto Lopez Caio Cruz Tropkillaz Tynashe Beam                                                                                                   | Music Is the Weapon Bonde do Major Lazer               | 2020             | [ 128 ]       |
| "RG" Luan Santana com participação de Anitta                                                                  | Luan Santana Matheus Aleixo Rafael Torres Felipe Oliver | 1977                                                   | 2016             | [ 129 ]       |
| "Ritmo Perfeito"                                                                                              | Anitta Jefferson Junior Umberto Tavares | Ritmo Perfeito Meu Lugar                               | 2014             | [ 28 ]        |
| "Romance com Safadeza" dueto de Wesley Safadão e Anitta                                                       | Thales Lessa Junior Pepato Júnior Angelim Lari Ferreira Rafa Borges | Canção sem álbum                                       | 2018             | [ 130 ]       |
| "Rosa" dueto de Anitta e Prince Royce                                                                         | Anitta Geoffrey Royce Rojas Andrés Saavedra Danilo "Dan" Valbusa Pedro "Dash" Caropreso Marcelinho Ferraz Feid Jean Rodriguez                                                       | Kisses                                                 | 2019             | [ 20 ]        |
| "Sabana" | — | Funk Generation                                        | 2024             | [ 10 ]        |
| "Sai da Frente" DJ Tubarão com participação de Anitta                                                         | Anitta André Vieira Wallace Vianna | Faz a Festa Funk                                       | 2016             | [ 131 ]       |
| "Sai da Minha Frente" Anitta com participação de Maiara e Maraisa e Karol Conka                               | Anitta Jefferson Junior Umberto Tavares | Canção não lançada                                     | 2018             | [ 132 ]       |
| "Salada de Frutas"                                                                                            | Anitta Jefferson Junior Umberto Tavares | Clube da Anittinha: Músicas da Série de TV Original    | 2018             | [ 6 ]         |
| "Saudades" | Larissa Machado Umberto Tavares Jefferson Junior | Clube da Anittinha 2: Músicas da Série de TV Original  | 2020             | [ 34 ]        |
| "Savage Funk"                                                                                                 | — | Funk Generation                                        | 2024             | [ 10 ]        |
| "Sextou" dueto de Rennan da Penha e Anitta                                                                    | Cabelão do Turano Isaac Lima MC Nandinho | Canção sem álbum                                       | 2021             | [ 133 ]       |
| "Show Completo"                                                                                               | Anitta Jefferson Junior Umberto Tavares | Bang!                                                  | 2015             | [ 19 ]        |
| "Show das Poderosas"                                                                                          | Anitta | Anitta Meu Lugar                                       | 2013 /2014       | [ 11 ]        |
| "Show da Poderosas (Remix)" dueto de Anitta e Gloria Groove                                                   | Anitta | Canção sem álbum                                       | 2018             | [ 134 ]       |
| "Sí o No" com participação de Maluma                                                                          | Anitta Jefferson Junior Umberto Tavares Juan Londoño Arias | Canção sem álbum                                       | 2016             | [ 135 ]       |
| "Sim" com participação de ConeCrew                                                                            | Anitta Jhama Ari (Adriano) Cert (André) Papatinho Batoré (Rafael) Rany Money Maomé (Pedro)                                                                                          | Bang!                                                  | 2015             | [ 19 ]        |
| "Sim ou Não" com participação de Maluma                                                                       | Anitta Jefferson Junior Umberto Tavares Juan Londoño Arias | Canção sem álbum                                       | 2016             | [ 136 ]       |
| "Sin Miedo" com DJ Luian e Mambo Kingz                                                                        | Anitta DJ Luian Edgar Semper Xavier Semper Elvin Peña Francis Diaz Henry Pulman Kedin Maisonet                                                                                      | Kisses                                                 | 2019             | [ 20 ]        |
| "Solução" | Anitta Jefferson Junior Umberto Tavares | Clube da Anittinha 3                                   | 2022             | [ 9 ]         |
| "Som do Coração"                                                                                              | Anitta | Anitta                                                 | 2013             | [ 11 ]        |
| "Sua Cara" Major Lazer com participação de Anitta e Pabllo Vittar                                             | Thomas Pentz Anitta Boaz Beatz Pablo Bispo Jefferson Junior Arthur Marques Umberto Tavares Rashid Badloe Giordano Ashruf Rodrigo Antunes Shareef Badloe                             | Know No Better Bonde do Major Lazer                    | 2017             | [ 137 ]       |
| "Some Que Ele Vem Atrás" dueto de Anitta e Marília Mendonça                                                   | Murilo Huff Rafael Augusto Ricardo Vismarck Ronael | Brasileirinha                                          | 2019             | [ 138 ]       |

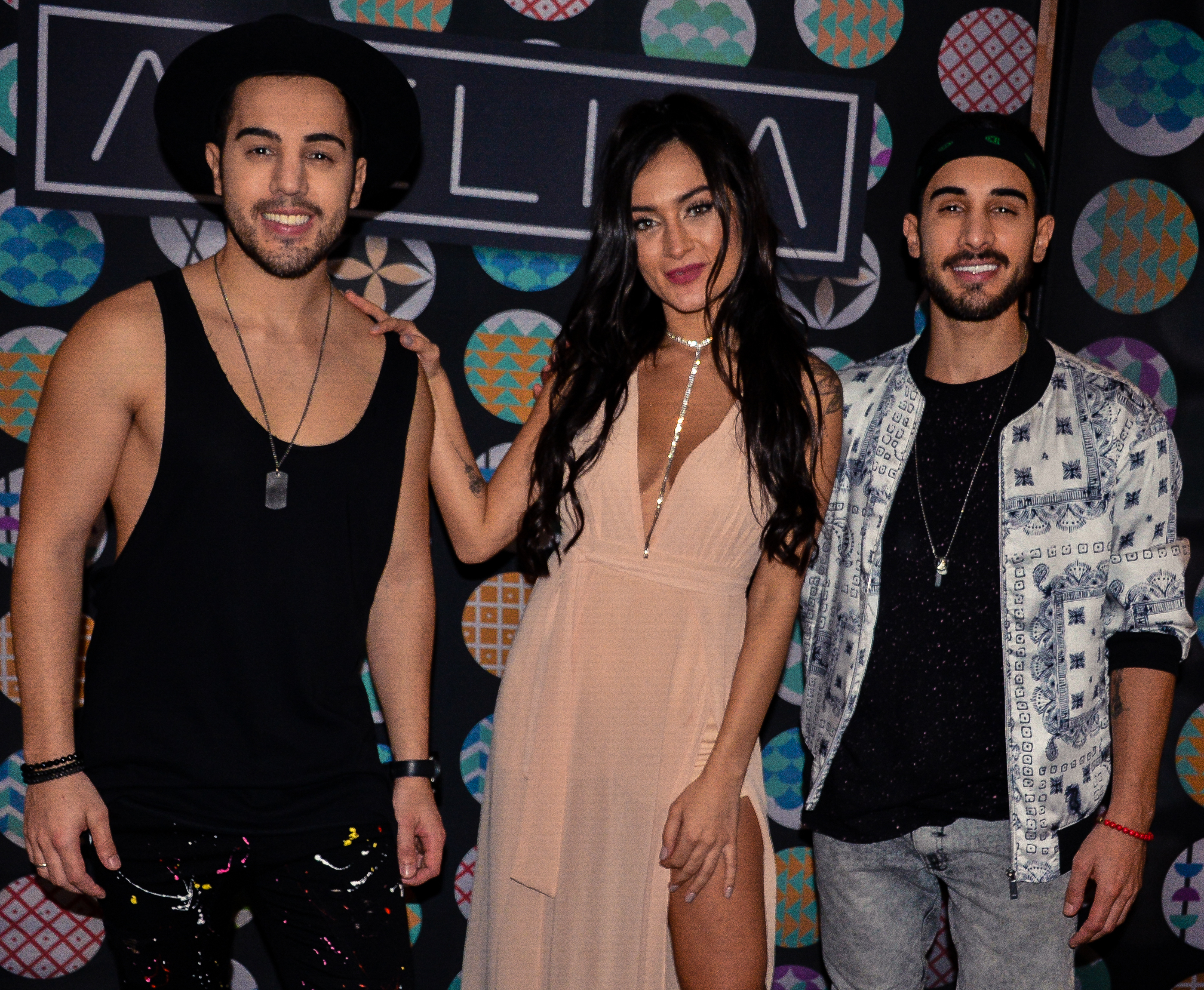
Anitta e Melim (foto) colaboraram em "Meu Mel".

| "Suéltate" com Sam Spiegel, Bia e Jarina de Marco                                                             | Sam Speigel Jarina de Marco Bia Absolutely | Sing 2: Original Motion Picture Soundtrack             | 2021             | [ 139 ]       |
| "Super Amigos"                                                                                                | Anitta Jefferson Junior Umberto Tavares | Clube da Anittinha 3                                   | 2022             | [ 9 ]         |
| "Switch" Iggy Azalea com participação de Anitta                                                               | Amethyst Kelly Anton Hård af Segerstad Georgia Ku Verse Simmonds Kyle Owens DJ Premier                                                                                              | Canção sem álbum                                       | 2017             | [ 140 ]       |
| "Tá Calor" | Larissa Machado Umberto Tavares Jefferson Junior | Clube da Anittinha 2: Músicas da Série de TV Original  | 2020             | [ 34 ]        |
| "Tá na Mira"                                                                                                  | Larissa Machado | Anitta Meu Lugar                                       | 2013 /2014       | [ 11 ]        |
| "Take It Easy" Preta Gil com participação de Anitta                                                           | Larissa Machado Duh Marinho | Bloco da Preta                                         | 2014             | [ 141 ]       |
| "Te Lo Dije" dueto de Natti Natasha e Anitta                                                                  | — | Iluminatti                                             | 2019             | [ 142 ]       |
| "Terremoto" dueto de Anitta e Kevinho                                                                         | Jefferson Junior Umberto Tavares | Canção sem álbum                                       | 2019             | [ 143 ]       |
| "Thank U, Next"                                                                                               | Ariana Grande Victoria Monét Tayla Parx Charles Anderson Michael Foster Tommy Brown Njomza                                                                                          | Spotify Singles                                        | 2019             | [ 144 ]       |
| "Tic Nervoso" Harmonia do Samba com participação de Anitta                                                    | — | Ao Vivo em Brasília                                    | 2017             | [ 145 ]       |
| "Tô Preocupada (Calma Amiga)" Rebecca com participação de DJ Will22 e Anitta                                  | Umberto Tavares Jefferson Junior | Canção sem álbum                                       | 2021             | [ 146 ]       |
| "Tócame" com participação de Arcángel e De La Ghetto                                                          | Andrés Torres Larissa Machado Arcángel Rafael Castillo Mauricio Rengifo Ryan Tedder                                                                                                 | Canção sem álbum                                       | 2020             | [ 147 ]       |
| "Totalmente Demais" com participação de Duduzinho e/ou Flávio Renegado                                        | Arnaldo Brandão Tavinho Paes Roberio Rafael | Bang! Totalmente Demais Nacional                       | 2015             | [ 149 ]       |
| "Totalmente Diva"                                                                                             | Arnaldo Brandão Tavinho Paes Roberio Rafael | Canção não lançada                                     | 2016             | [ 150 ]       |
| "Tremendo de Medo"                                                                                            | Larissa Machado Umberto Tavares Jefferson Junior | Clube da Anittinha 2: Músicas da Série de TV Original  | 2020             | [ 34 ]        |
| "Tropa" dueto de Anitta e Luck Muzik                                                                          | Luck Muzik | Canção sem álbum                                       | 2022             | [ 151 ]       |
| "Tu y Yo" dueto de Anitta e Chris Marshall                                                                    | Larissa Machado Chris Marshall Barbara Mendoza Dimelo Flow Manuel Enrique Cortes Simon Restrepo                                                                                     | Kisses                                                 | 2019             | [ 20 ]        |
| "Tudo Bem Não Estar Bem"                                                                                      | Anitta Jefferson Junior Umberto Tavares | Clube da Anittinha 3                                   | 2022             | [ 9 ]         |
| "Turn It Up"                                                                                                  | Larissa Machado Andrés Torres Lourdiz Maurico Rengifo Ryan Tedder | Versions of Me                                         | 2022             | [ 152 ]       |
| "Ugly" | Jayson DeZuzio Jordan Johnson Sizzy Rocket Sophie Rose Abrams Stefan Johnson | UglyDolls (Original Motion Picture Soundtrack)         | 2019             | [ 153 ]       |
| "Un Altro Ballo" Fred De Palma com participação de Anitta                                                     | Takagi Ketra Fred De Palma Davide Petrella Federica Abbate | Unico                                                  | 2021             | [ 154 ]       |
| "Ur Baby" com participação de Khalid                                                                          | Larissa Machado Eyelar Greg Aldae James Murray Khalid Lonnie Liston Smith Mustafa Omer Shakka Philip                                                                                | Versions of Me                                         | 2022             | [ 155 ]       |
| "Used to Be"                                                                                                  | Larissa Machado Gabriel do Borel Márcio Arantes Melony Redondo Ilya Salmanzadeh Rami Yacoub Savan Kotecha                                                                           | Funk Generation: A Favela Love Story                   | 2023             | [ 36 ]        |
| "Vai e Volta"                                                                                                 | Larissa Machado | Ritmo Perfeito                                         | 2014             | [ 28 ]        |
| "Vai Malandra" Anitta, MC Zaac e Maejor com participação de Tropkillaz e DJ Yuri Martins                      | Larissa Machado MC Zaac Brandon Green Tropkillaz | Checkmate                                              | 2017             | [ 156 ]       |
| "Vai Vendo" dueto de Anitta e MC Ryan SP                                                                      | Donatto Jhonny Carvalho Léo Rocatto Matheus Araújo Vinícius Poeta Romeu R3 | Canção sem álbum                                       | 2023             | [ 157 ]       |
| "Vem Galopar"                                                                                                 | Junior Gomes Lucas Medeiros Mario Zan Palmeira Shylton Fernandes Rafinha RSQ | À Procura da Anitta Perfeita                           | —                | [ 13 ]        |
| "Veneno" | Larissa Machado Camilo Echeverry Eduardo Vargas Tainy | Solo Spotify Singles                                   | 2018 /2019       | [ 69 ]        |
| "Versions of Me"                                                                                              | Larissa Machado Bibi Bourelly Madison Love Matthew James Burns Rami Yacoub | Versions of Me                                         | 2022             | [ 158 ]       |
| "Você Aqui" Jamz com participação de Anitta                                                                   | — | Tudo Nosso                                             | 2016             | [ 159 ]       |
| "Você Mentiu" dueto de Anitta e Caetano Veloso                                                                | Larissa Machado Jefferson Junior Umberto Tavares | Kisses                                                 | 2019             | [ 20 ]        |
| "Você Partiu Meu Coração" Nego do Borel com participação de Anitta e Wesley Safadão                           | Jefferson Junior Romeu R3 Umberto Tavares | Canção sem álbum                                       | 2017             | [ 160 ]       |
| "Volta Amor"                                                                                                  | Larissa Machado Wallace Vianna André Vieira | Bang!                                                  | 2015             | [ 19 ]        |
| "Vou Festejar" com Jorge Aragão, Anitta e vários artistas                                                     | Dida Jorge Aragão Neoci Dias | Sambabook Jorge Aragão                                 | 2016             | [ 161 ]       |
| "Will I See You" Poo Bear com participação de Anitta                                                          | Jason Boyd Larissa Machado Elijah Scott Youri ter Stege | Checkmate Poo Bear Presents Bearthday Music            | 2017             | [ 162 ]       |
| "Yo No Se" com participação de L7nnon e Maffio                                                                | Chris Chill Maffio Larissa Machado Symon Dice | Versions of Me (Deluxe)                                | 2022             | [ 123 ]       |
| "Zé do Caroço" dueto de Jetlag e Anitta                                                                       | Leci Brandão | Canção sem álbum                                       | 2019             | [ 163 ]       |
| "Zen" | Larissa Machado Umberto Tavares Jefferson Junior | Anitta Meu Lugar                                       | 2013 /2014       | [ 11 ]        |
| "Zen" com participação de Rasel                                                                               | Larissa Machado Umberto Tavares Jefferson Junior Rasel | Ritmo Perfeito                                         | 2014             | [ 164 ]       |